# Catedral del Salvador (Zaragoza)
La Seo del Salvador en su Epifanía es una de las dos seos o catedrales metropolitanas de la archidiócesis de Zaragoza, junto con la catedral-basílica de Nuestra Señora del Pilar. Se encuentra en la ciudad de Zaragoza (Aragón, España). En la diócesis habitualmente es llamada simplemente la Seo, por ser la primera catedral en contraposición a la también basílica menor, «el Pilar». Está construida en el solar del antiguo foro romano de Caesaraugusta y de la mezquita mayor de Saraqusta, de cuyo minarete todavía perdura la impronta en la torre actual. El edificio fue comenzado en el siglo XII en estilo románico, integrado en la mezquita aljama, y ha sido objeto de muchas reformas y ampliaciones hasta 1704, año en que se colocó el chapitel barroco rematando la torre. Aunque no fue hasta 1788 cuando se colocan en la torre nueva de la Seo, sobre el cuerpo de la torre del reloj, las 4 estatuas que representan a las virtudes cardinales.
En su estado actual la Seo es una iglesia de cinco naves y seis tramos cubiertos por bóvedas de crucería de la misma altura, lo que da al recinto aspecto de iglesia de planta cuadrangular de salón. En la cabecera se sitúan dos ábsides (de los cinco originales) y, en el lado de la epístola, sobre dos de los desaparecidos, se emplazó la sacristía. Al extremo del lado del evangelio se construyó la «Parroquieta» para albergar el sepulcro de Lope de Luna.
La estructura de las naves está apoyada en contrafuertes característicos del gótico tardío (y no en arbotantes como es habitual en el estilo gótico clásico) que se cierran con muros formando capillas interiores. Cubre el crucero (que no destaca en planta) un cimborrio de hechura mudéjar.
El material constructivo fundamental es el ladrillo, habitual en la arquitectura aragonesa. El conjunto de la catedral, en su aspecto exterior, no refleja la estructura interna debido al cerramiento con muros de varios espacios circundantes como dependencias o residencias de los miembros del cabildo.
El acceso principal se realiza por el lado occidental, donde se levantó en la segunda mitad del siglo XVIII una fachada barroca clasicista que sustituyó al portal mudéjar del siglo XIV, que se encuentra detrás de la actual portada. Completan el conjunto de la catedral el campanario barroco adosado al muro oeste y la casa y arco del Deán, que conecta la catedral con un edificio exterior salvando la calle.

## Estilos principales
De los diversos estilos que la componen, los elementos más importantes son los siguientes:
- Románico: en el exterior, la parte inferior de los ábsides de la cabecera. Todavía se conservan las esculturas románicas del interior del ábside, pero actualmente está oculto por el retablo gótico. En la sacristía, se exhibe el olifante tallado en marfil de Gastón de Bearn, del siglo XI, y los bustos-relicarios de San Valero (patrón de Zaragoza), San Vicente y San Lorenzo donados por el antipapa Benedicto XIII.

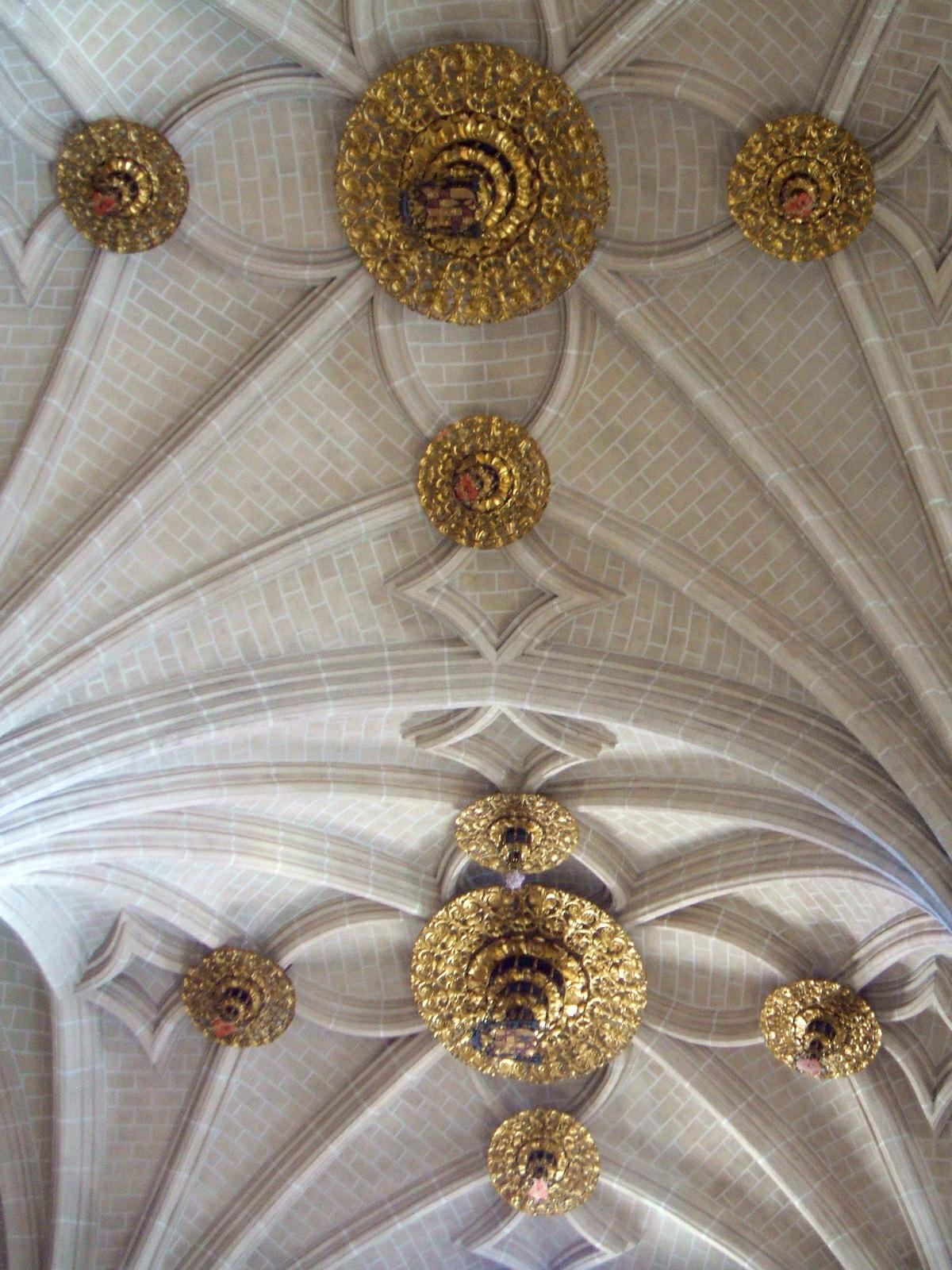
Florones de las nervaduras de las bóvedas góticas del interior

- Gótico: del siglo XIV y factura gótico-mudéjar, sobre todo en los cuerpos superiores del ábside y en la capilla funeraria de san Miguel o «Parroquieta», que aloja el sepulcro del arzobispo don Lope Fernández de Luna, asimismo gótico. Las naves y cubiertas del templo también mantienen este estilo a lo largo de diversas ampliaciones desde el siglo XIV al XVI. Del siglo XV data la sillería del coro y el magnífico retablo mayor de alabastro polícromo realizado por Pere Johan y Hans de Suabia, que está considerado como una obra capital del gótico final europeo. El museo de tapices flamencos alberga telas de los siglos XIV al XVIII, y está considerada como una de las tres mejores colecciones del mundo.
- Mudéjar: como se dijo antes, está presente en los ábsides, el muro exterior de la Parroquieta y en su techumbre de madera dorada. De bella factura y buenas proporciones es el actual cimborrio, que corona el crucero de la catedral e ilumina el presbiterio, realizado en el siglo XVI, a caballo entre las postrimerías del gótico-mudéjar y el incipiente estilo Renacentista. Los elementos mudéjares del ábside, parroquieta y cimborrio de la catedral fueron declarados Patrimonio de la Humanidad por la Unesco en 2001 como parte del conjunto del mudéjar aragonés.[6]
- Renacentista: cabe destacar el trascoro con sus capillas, así como la Capilla de San Bernardo, esculpida en alabastro, la de los Arcángeles y la de San Pedro Arbués, todas ellas en estilo Reyes Católicos. Las reformas auspiciadas por Hernando de Aragón convirtieron a la Seo en una iglesia de planta de salón o Hallenkirche, formada por cinco naves de igual altura, cubiertas por sugerentes bóvedas de crucería, que van desde la bóveda de crucería simple, pasando por las llamadas de terceletes, hasta las de crucería estrellada, fruto del llamado gótico flamígero o final. Las bóvedas descansan sobre esbeltos pilares fasciculados, coronados con capiteles con ornamentación vegetal los más antiguos y con motivos heráldicos los de los pies de la catedral que ya fueron realizados en el siglo XVI.
- Barroco: el campanario de la Seo, que fue proyectado por el arquitecto italiano Giovanni Battista Contini. La fachada junto a la torre, que actualmente es considerada la principal del templo, aunque en realidad corresponda al acceso de un brazo del transepto, muestra un estilo barroco con influencia neoclásica. También hay que destacar la decoración de algunas capillas y sobre todo las portadas interiores de las mismas.

## Historia

### Orígenes
El solar en que se asienta la Seo ha sido desde antiguo el centro religioso de la ciudad. Allí se situaba el templo principal de Caesaraugusta, el antiguo foro romano, cuyos restos arqueológicos muestra el museo homónimo subterráneo que se ubica en la plaza de la catedral. Al contrario que otros templos de ciudades romanas, no se construyó en la confluencia del cardo y el decumano, sino a orillas del Ebro, contiguo al puerto fluvial.
Desde el siglo III la decadencia de la ciudad llevó a que fueran reutilizados sus materiales más nobles. Desde mediados de este siglo está documentada la cristianización de la ciudad, que se convirtió en sede episcopal visigoda dotada de sede catedralicia. Sin embargo se desconoce el emplazamiento exacto de la catedral tardorromana, dedicada a san Vicente, aunque el hallazgo de un cancel visigótico en el solar de la Seo hace suponer que pudiera ubicarse allí.

### La mezquita
Hanas ben Abdallah as San'ani (m. 718), discípulo de uno de los allegados de Mahoma, fue el constructor, entre los años 714 y 716 de la mezquita mayor de Saraqusta al Baida, «Zaragoza la Blanca», según cuenta al-Humauydí (1029-1095). De ser cierto, la mezquita mayor sería una de las más antiguas de Al-Ándalus. En varias crónicas árabes se recogen tradiciones que atribuyen la fijación del mihrab en el muro oriental, donde hoy se sitúa la capilla de san Pedro Arbués, como una hornacina tallada en un solo bloque de mármol blanco, quizá alabastro, según al-Zuhrí y una crónica anónima:

[el mihrab está esculpido] de un solo bloque de mármol blanco que no tiene parangón en todo el ecumene
al-Zuhrí

este mihrab es un bloque de mármol blanco de una sola pieza ahuecado con una maestría asombrosa y un arte maravilloso, encima del cual se colocó una concha de formas perfectas; en todo el mundo no existe un mihrab semejante
crónica árabe anónima

De esta mezquita original, que ocupaba una superficie de 35 x 44 m en dirección oeste-este (la puerta principal de ingreso a la mezquita se encontraba en el mismo lugar que la de la actual catedral) solo se han conservado restos de cimentación, y un elemento de gran relevancia: la huella de dicho mihrab. La mezquita primitiva constaría de un patio abierto (sahn) y una sala de oración cubierta de cinco naves con muros perimetrales apoyados en sillares de alabastro.
El edificio experimentó dos ampliaciones, una de mediados del siglo IX (856) y la segunda, atestiguada en 1023, bajo el rey taifa de Zaragoza Mundir I. El primer recrecimiento se debe al apogeo político de Musa ibn Musa, y se emprendió con el botín de una aceifa emprendida contra la región de Barcelona. Consistió en la adición de dos naves a cada lado, hasta un total de nueve y el ensanchamiento del patio alcanzando una superficie de 56 x 44 metros. Debido a la leyenda e importancia del mihrab, se mantuvo en su posición original, con lo que quedó algo desplazado del eje axial del templo.
La segunda ampliación de Mundir I, ya como rey independiente de la taifa de Saraqusta, dotó a la mezquita de una superficie de 54 x 86 metros con el alargamiento hacia oriente de casi el doble de la longitud inicial, lo que la convirtió en una de las mayores de al-Ándalus. Para ello hubo de trasladar el bloque del mihrab excavando sus cimientos y desplazándolo sobre rodillos, complicada operación que causó grietas en la pieza.También erigió un gran alminar que, transformado en torre-campanario mudéjar, perduró hasta el siglo XVII, cuando fue derribado y sustituido por la actual torre barroca. Durante la restauración, que terminó en 1999, se han descubierto numerosos vestigios, como la planta del antiguo edificio y la impronta del alminar en los muros externos, lo que ha permitido reconstruir su aspecto original.

### La catedral románica

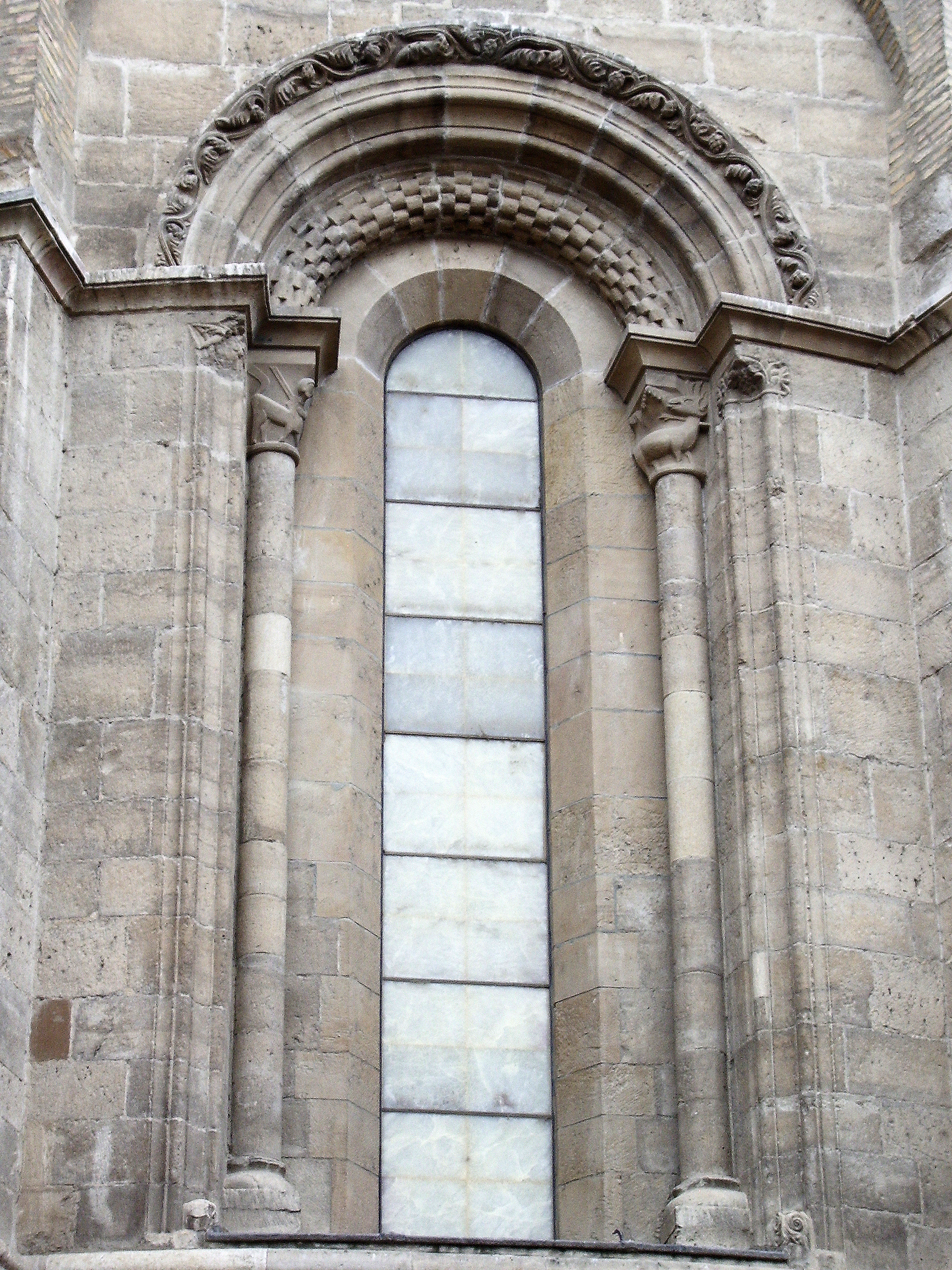
Ventana románica del ábside central (segunda mitad del)

La entrada en 1118 de Alfonso I el Batallador en Zaragoza, no supuso la inmediata demolición de la mezquita. Se dio un año a los musulmanes para instalarse extramuros y desde 1119 hasta el 4 de octubre de 1121, año en que se consagró el edificio bajo la advocación de San Salvador, se efectuaron las reformas necesarias para adaptar el templo a las celebraciones cristianas. La nueva catedral (1166-1198) se inicia bajo la protección y patronazgo del obispo de Zaragoza Pedro Tarroja.
En primer lugar se reorientó el eje de la catedral románica en sentido norte-sur (frente al oeste-este de la mezquita) y se derribaron once tramos de las naves convirtiendo el patio musulmán en claustro, trasladando el ingreso principal al lado sur, donde hoy se encuentra la puerta de la Pabostría. Se integró así en el recinto de la mezquita (al modo como ocurre en la mezquita de Córdoba) una iglesia de tres naves sin ábsides y cuyo transepto no resaltaba de los muros laterales. La nave central era de gran anchura comparada con las laterales, mucho más estrechas, como sucedía en San Pedro de Rodas y San Salvador de Leyre. Fue cubierta con techumbre de madera a dos vertientes y mantenía el alminar de la mezquita convertido en campanario. Pese a ser una obra provisional, el edificio permaneció en este estado hasta finales siglo XII.
La construcción de los ábsides y de una portada flanqueada por dos torres no se emprendería hasta 1166. La nueva obra, de planta basilical con crucero y tres naves terminadas en cinco ábsides (tres centrales semicirculares flanqueados por dos cuadrados), se prolongó hasta 1198, y debe mucho en su estilo a la catedral de Jaca, de la que toma diversos elementos. Además de la iglesia, el edificio acabó poseyendo archivo, refectorio, enfermería y dos claustros. De esta época se conserva aún el cuerpo inferior los ábsides, con ventanas flanqueadas por dos columnas con capiteles historiados y arquivoltas adornadas con el llamado ajedrezado jaqués en el exterior. En el interior se conserva un conjunto de esculturas que actualmente están ocultas tras el retablo mayor. Esta cabecera está emparentada con la de la catedral de Tudela, construida en el mismo período.
También se finalizó en esta segunda mitad del siglo XII la portada de los pies de la iglesia, construida en el muro sur de la antigua mezquita aprovechando el espacio abierto de la puerta de una sala del oratorio islámico. En la excavación arqueológica de 1994 se descubrió la cimentación de la portada en un lugar próximo al actual trascoro, de planta abocinada, una luz de 2,85 metros y dos torres cuadrangulares flanqueándola a ambos lados.

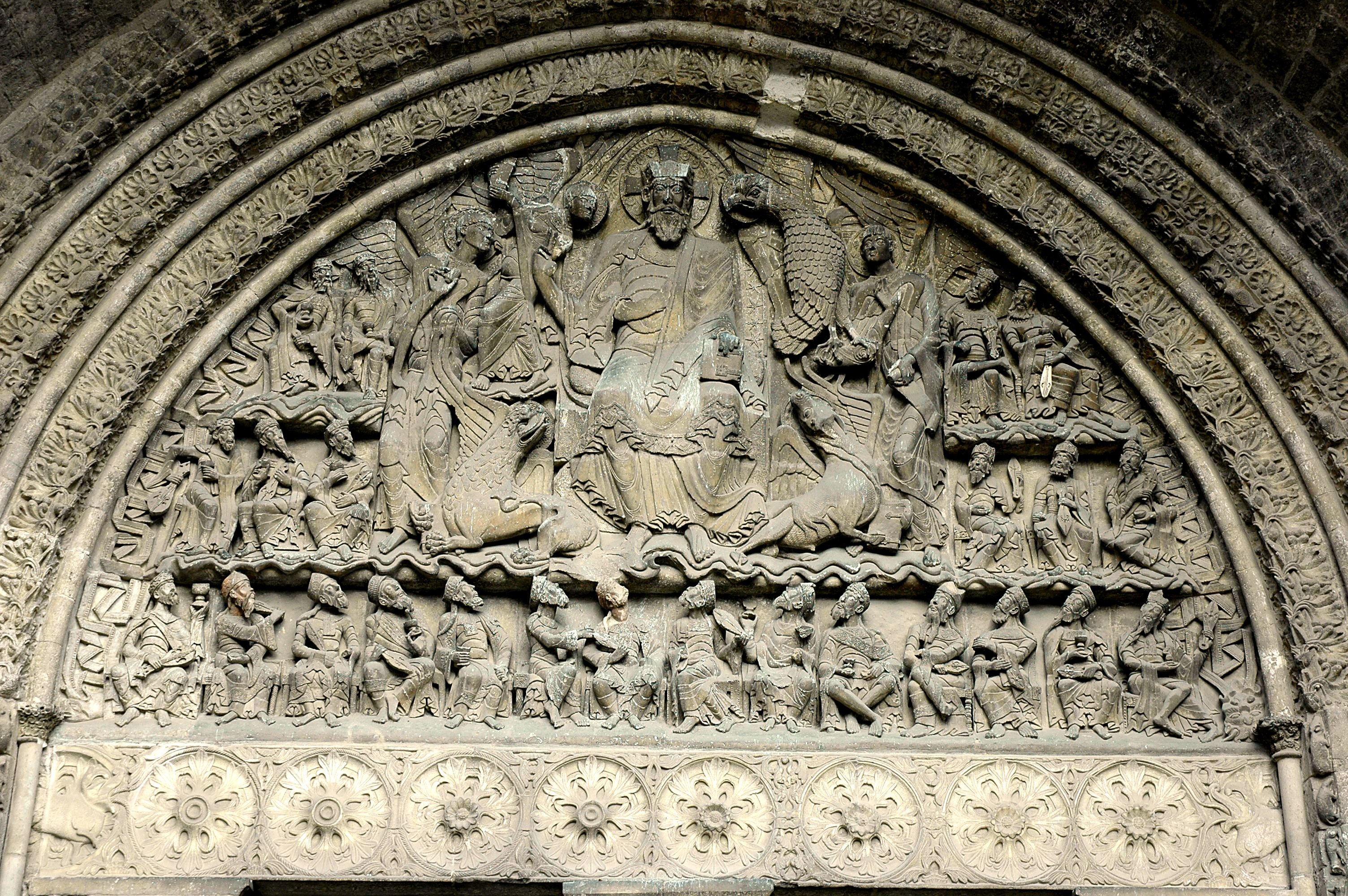
La portada románica seguía el modelo de la de Saint Pierre de Moissac

Esta portada y las torres no fueron derruidas hasta 1549. También se han hallado restos escultóricos de ancianos músicos del Apocalipsis y un león, con lo que el tímpano mostraba a Cristo entre el Tetramorfos rodeado por el ciclo de los 24 ancianos del Apocalipsis, es decir, el Cristo de la Segunda Venida o de la Parousía. El conjunto debió ser similar al tímpano de la portada occidental de la iglesia abacial de Saint Pierre de Moissac de 1130.
Empezando con Pedro III en 1276 y hasta Fernando I en 1412 se coronan en la iglesia todos los reyes de Aragón por un privilegio otorgado por el Papa Inocencio III a Pedro II. El rey, que la noche anterior debía velar sus armas en la Aljafería, se acercaba desde allí en procesión. La ceremonia contaba con cuatro partes: investidura de armas, unción con el santo óleo, imposición de la corona y las insignias reales y juramento de los fueros y libertades del Reino de Aragón ante una cruz gótica de oro y piedras preciosas que esta catedral guardó siempre celosamente como una joya muy preciada. En la catedral también se celebraban en ocasiones los bautizos, bodas y entierros reales.

### La catedral gótica y mudéjar

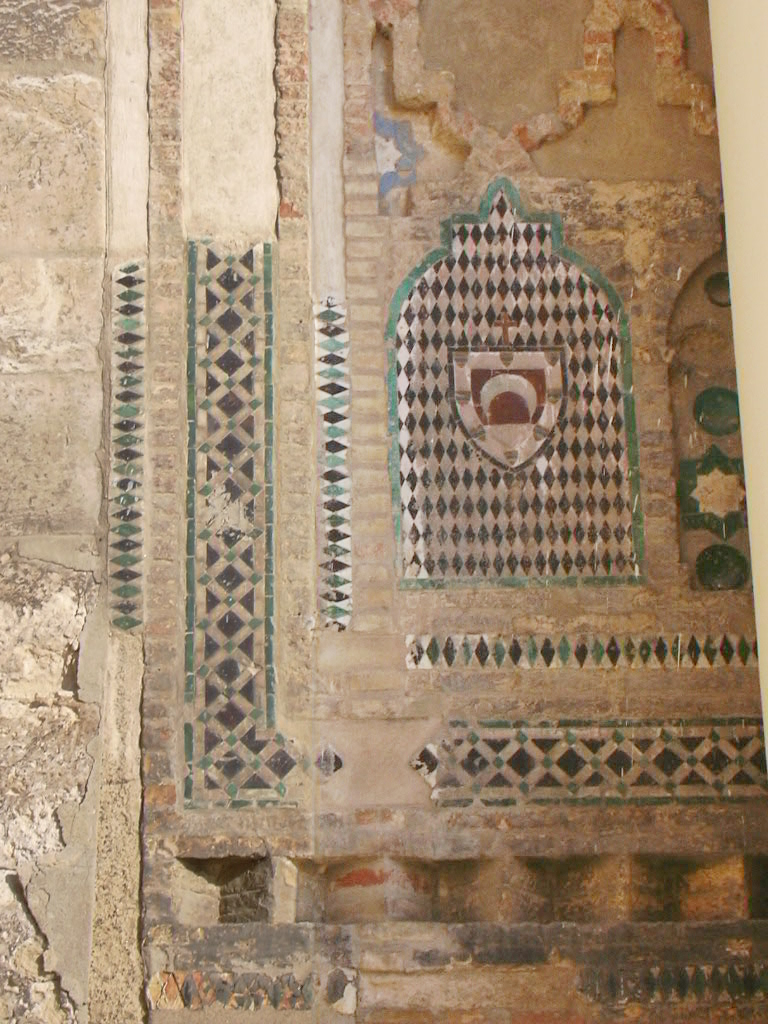
Detalle de la portada occidental mudéjar del, desaparecida casi en su totalidad tras la construcción de la fachada barroca. En el centro se aprecia el emblema heráldico de los Luna

En 1318 el Papa Juan XXII crea el arzobispado de Zaragoza, independizándolo de la sede de Tarragona, con lo que el edificio pasa a ser catedral metropolitana. A partir de este momento las ampliaciones se harán usando materiales más accesibles en esta zona geográfica y tradicionalmente utilizados por los artífices mudéjares: el ladrillo y el yeso.
Bajo la supervisión del arzobispo Pedro López de Luna (1317-1345) se construye una iglesia gótica de tres naves que mantiene los ábsides románicos. La nave central se realizará más alta que las laterales, permitiendo abrir ventanas que en 1447 incorporarán vidrieras. En 1346 se comienza un cimborrio mudéjar para dar luz a la cabecera con la participación de los maestros Juan de Barbastro y Domingo Serrano, que fue sustituido por otro más esbelto en 1520.
En 1360, durante el arzobispado de Lope Fernández de Luna, se levanta la fachada principal de la Pabostría que, a excepción de algunos restos, no se ha conservado. El mismo arzobispo manda edificar una capilla dedicada a San Miguel Arcángel, la llamada «Parroquieta», todo en estilo mudéjar. Se trata de un espacio rectangular y estrecho que se inserta como una capilla cerrada e independiente dentro del edificio y que don Lope proyectó como su capilla funeraria. La construcción, iniciada ya en 1374 por Miguel del Cellero, es un ejemplo único del trabajo de maestros aragoneses y alarifes sevillanos, que tapizaron el muro exterior con dibujos geométricos de ladrillos lisos y vidriados.
La culminación de las obras en 1376 dio como resultado una catedral gótica espaciosa y mejor iluminada.
En 1403 el antiguo cimborrio amenazaba ruina. El antipapa Benedicto XIII, el Papa Luna, aragonés de nacimiento, impulsará una nueva reforma del edificio. Se elevaron los ábsides románicos y se realizó un nuevo cimborrio en forma de tiara papal. Decorado en 1409 por el maestro Mahoma Rami, pudo ser visto por Benedicto XIII en su visita a la ciudad en 1410.
El retablo mayor se realizó durante el pontificado de don Dalmau de Mur y Cervelló (1431-1456), y es uno de los mejores ejemplos de la escultura gótica en Europa. Este arzobispo se centró en embellecer el interior del edificio, encargando, además del retablo mayor, la sillería del coro, vidrieras para la iluminación de la nave central, la desaparecida portada de la Pabostría y otras actuaciones menores.

### El turbulento Renacimiento
El 14 de septiembre de 1485 fue asesinado en la catedral el primer Inquisidor de Aragón Pedro Arbués (subido a los altares por el Papa Pío IX en 1867) mientras rezaba protegido con casco y malla. El hecho fue consecuencia del mal recibimiento que tuvo la inquisición en Aragón, que se veía como un ataque de la corona a los fueros. En particular, parece que algunas de las más poderosas familias de judíos conversos como los Sánchez, los Montesa, los Paternoy o los Santángel, sabiéndose víctimas predilectas de la inquisición, estuvieron implicados en el asesinato. Como consecuencia se produjo un levantamiento popular contra los judíos y finalmente «nueve ejecutados, en persona, aparte de dos suicidios, trece quemados en estatua y cuatro castigados por complicidad» según cuenta Jerónimo Zurita. El sepulcro del santo, realizado por Gil Morlanes padre, se encuentra en el edificio, en la capilla de San Pedro Arbués.

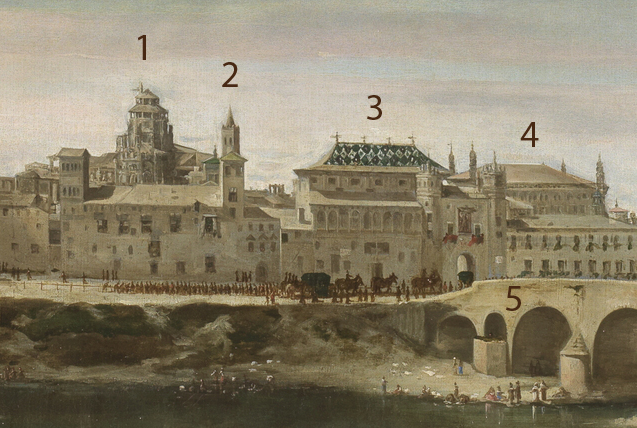
Detalle del cuadro Vista de Zaragoza en 1647, por Juan Bautista Martínez del Mazo, a veces atribuido a su maestro, Diego Velázquez. Los hitos representados corresponden a:
1- Cimborrio de la Seo
2- Torre mudéjar de la Seo
3- Palacio de la Diputación del Reino
4- Lonja
5- Puente de piedra

Durante los siglos XV y XVI muchos de los arzobispos de Zaragoza fueron miembros de la Casa de Aragón. Lo fueron:
- Juan de Aragón (h.1440–1475) hijo ilegítimo de Juan II de Aragón. Durante su mandato se construyó un nuevo órgano y se mandó sustituir en el retablo mayor las tres escenas principales de madera por otras de alabastro policromado.
- Alonso II de Aragón (1470 o 1478–1520) hijo ilegítimo de Fernando el Católico. Añadió una nave por lado, pasando la catedral de tener tres a tener cinco naves y elevó todas a la altura de la nave central. El antiguo cimborrio, que ya amenazaba ruina desde 1417 fue gravemente dañado por el derrumbe de uno de los pilares que lo sostenía en 1498. Se encargó a Juan Botero la construcción de un nuevo cimborrio, también mudéjar, en forma de estrella de ocho puntas, que todavía se puede admirar entre las bóvedas de la iglesia. Entre 1505 y 1520 se realizó la obra, que fue terminada por su hijo y sucesor, don Juan de Aragón, obispo de 1520 a 1531.
- Hernando de Aragón (1498–1575), hijo ilegítimo del anterior y doña Ana de Gurrea. Arzobispo desde 1539, fue una de las personas más influyentes del reino de Aragón. Gran mecenas y promotor de las artes, dirigió la última ampliación de la catedral entre 1547 y 1550, añadiendo dos tramos completos a los pies. La ampliación fue encargada inicialmente a Juan de Segura, pero la ejecutó finalmente Charles de Mendibe, que añadió los dos tramos de los pies a las cinco naves con sus correspondientes nuevas capillas laterales, dos a cada lado lado, y cuatro más al fondo. Entre 1549 y 1555 el arzobispo mandó realizar en alabastro su sepulcro a Juan Vizcaíno y el de su madre, Ana de Gurrea, a Juan de Liceire, en la nueva capilla de San Bernardo. El retablo de la capilla de San Bruno, lo encargó al escultor Pedro de Moreto.

### Los últimos siglos
El antiguo enfrentamiento entre los canónigos del Pilar y de la Seo fue notorio en el siglo XVII. Tanto es así, que el cabildo del Pilar entabló un pleito para obtener la sede episcopal, pleito que fue solucionado por Felipe IV a favor de la Seo. Las disputas no se solucionarían hasta que en 1676 el papa Clemente X decidió de manera salomónica y por la Bula de Unión fundir ambos cabildos. En la Seo residirían 6 dignidades y 15 canónigos, igual que en el Pilar, y el deán viviría seis meses en cada una.
También en el siglo XVII se derribó la antigua torre mudéjar, muy deteriorada, y se comenzó la construcción de una nueva. El nuevo campanario barroco, diseñado por Juan Bautista Contini en Roma en 1683, comenzó a construirse en 1686, concluyéndose en 1704 con la colocación del chapitel, que culmina sus noventa metros de altura.
La nueva fachada de estilo barroco clasicista fue realizada por el arquitecto Julián Yarza entre 1763 y 1767 a instancias del arzobispo Francisco Ignacio Añoa y Busto. Sobre la puerta principal figura el escudo del arzobispo Añoa y la lateral izquierda da acceso a la capilla de San Miguel, denominada popularmente «La Parroquieta».
Entre los años 1960 y 1965 se juzgaron una serie de robos producidos en la biblioteca de la Seo, una de las más importantes de Europa. Se descubrió que habían desaparecido unos 583 libros, códices, incunables y manuscritos, con un valor de 13.295.500 pesetas de la época. La causa principal fue la desidia con la que había sido tratada la biblioteca desde mitad del siglo XIX por el cabildo, lo que facilitó el trabajo considerablemente a ladrones como Enzo Ferrajoli de Ry, un italiano nacido en Nápoles en 1913, con unas credenciales impecables y muchas conexiones dentro del régimen franquista, que se apropió de unos 110 libros. Apenas pudo recuperarse un tomo de la Biblia políglota complutense y el Manipulos curatorum, durante mucho tiempo considerado el primer libro editado en España. El resto, entre las que se encontraba por ejemplo un libro dedicado a Aragón y firmado por Juan de Coloma, secretario de Fernando el Católico, el 2 de enero de 1492, día de la toma de Granada, acabó en diversos lugares, como el British Museum y la universidad de Yale o subastados por Sotheby's, que se negaron a devolverlos, argumentando que los habían comprado «de buena fe, por procedimientos habituales y a personas de confianza».
En la segunda mitad del siglo XX se realizó una restauración en profundidad del edificio que duró unos 23 años. El proyecto se puede dividir en cuatro etapas:
- de 1975 a 1987: sustitución de los seis pilares de la nave principal, tejados, aleros, vidrieras, cimentación, demolición de edificios colindantes y excavación arqueológica.
- de 1987 a 1992: pared de la Parroquieta, cimborrio, capillas de la cabecera y fachada neoclásica.
- de 1992 a 1994: finalización de actuaciones anteriores y excavación de restos musulmanes y romanos.
- de 1995 a 1998: restauración de la torre, el chapitel y el reloj, el órgano, el retablo mayor, en general todas las yeserías y capillas fueron limpiadas y restauradas; también se adecuó el museo de tapices.

En total se gastaron más de dos mil millones de pesetas, pagados por la Diputación General de Aragón, el Arzobispado de Zaragoza y el Cabildo Metropolitano, el Ministerio de Educación y Cultura, Ibercaja y la Caja de Ahorros de la Inmaculada. En 2005, la sacristía aún estaba en proceso de restauración.

## El exterior

### Ábsides

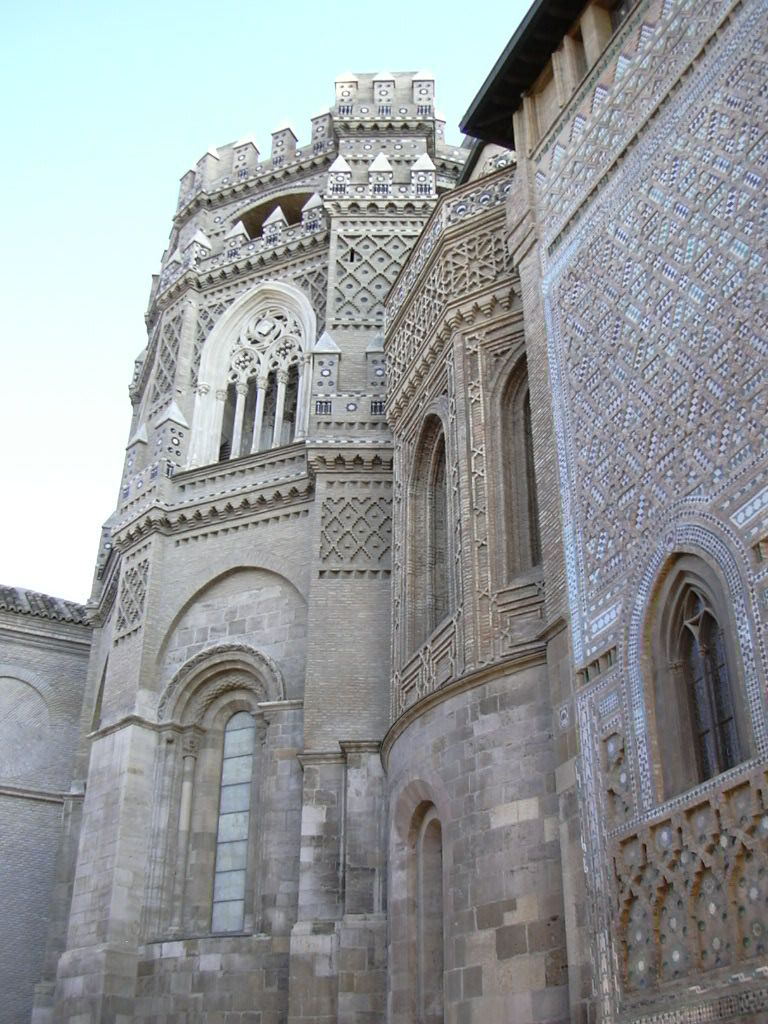
Vista exterior de los ábsides y muro de la Parroquieta

La zona inferior de los ábsides es la única conservada de la catedral románica del siglo XII y remiten a la Catedral de Jaca. De la ornamentación interior queda todavía una arquería distribuida en tres sectores por cuatro columnas adosadas. Esta solución decorativa interna, como si se tratase del frontal de un altar, es habitual en el románico aragonés, aunque bastante inusual en el europeo. Su programa iconográfico trata de la caída de Adán y Eva en pecado y la redención de Cristo mediante su muerte y resurrección. Las esculturas ocupan capiteles, arquivoltas y los espacios entre las columnas, con figuras de bulto más redondo en sus frentes de mayor tamaño y dos frisos: uno a la altura de los capiteles, dando continuidad a la banda escultórica y otro como cornisa donde se asientan las figuras mayores. Sin embargo, todos estos restos permanecen ocultos al espectador tras el retablo mayor.

#### Ábside central
Desde el exterior se aprecia la planta poligonal con lados en los que se abren tres ventanas en los dos primeros cuerpos. El primero, de factura románica, está construido con sillería de piedra y se inspira en el modelo de la Catedral de Jaca, apreciable en las molduras de taqueado jaqués de las arquivoltas. El segundo, gótico y mudéjar y construido en ladrillo, data del siglo XIV y en sus lienzos se abren grandes ventanales apuntados (posteriormente cegados) de tracería de arquillos sostenidos en finas columnas que rematan en filigrana de rosetones, formando una celosía en el interior del arco. Sobre este segundo cuerpo aparece una cornisa de merlones adornados con cerámica vidriada (de color azul, verde y blanca) y rematados con pirámides.
En el interior se divide en tres paños separados por semicolumnas. Su cubierta original era de bóveda de cuarto de esfera; en el siglo XV se elaboró otra de bóvedas nervadas rematadas con claves decoradas en madera tallada.
Destaca la profusa decoración escultórica de la cara interna del ábside —en contraste con la austeridad externa— tanto en capiteles como en arquivoltas e intercolumnios. Su programa iconográfico consta de temas del Génesis y de la infancia de Cristo. Los relieves fueron esculpidos entre 1175 y 1189 siguiendo modelos provenzales, debido al parecer a la influencia que ejerció el marquesado cuyo título ostentaba Alfonso II de Aragón, impulsor de esta obra.

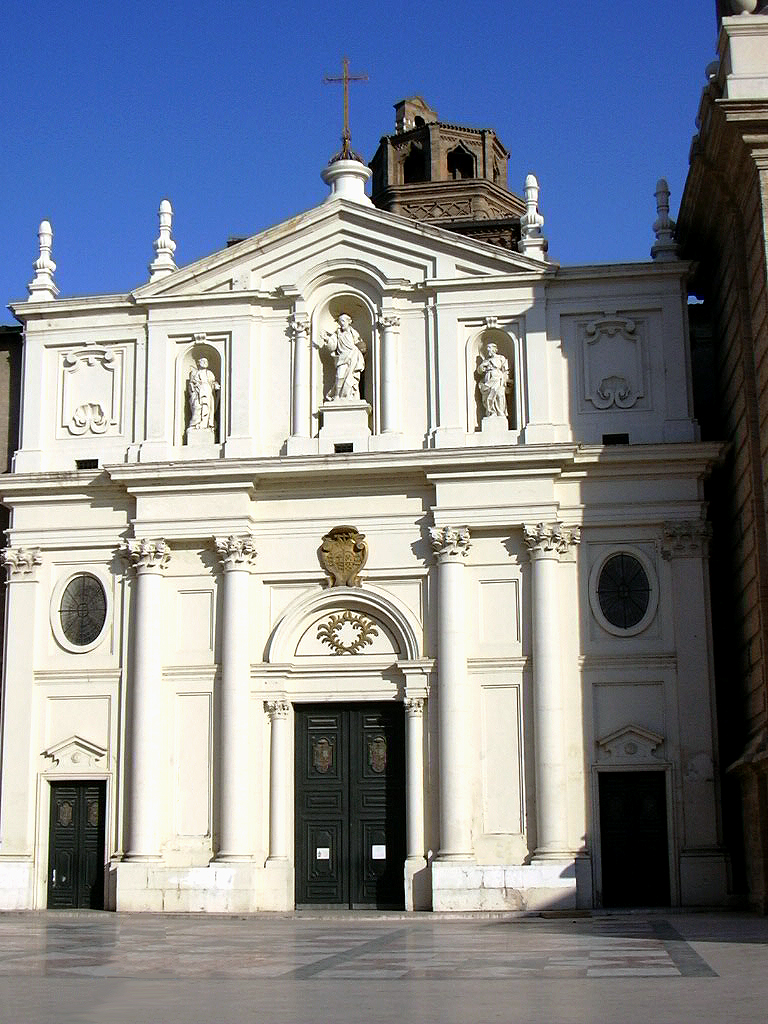
Fachada neoclásica

- Wikimedia Commons alberga una categoría multimedia sobre Ábsides de la Seo.

### Frontispicio y puertas
El acceso se efectúa a través de tres puertas: la de la portada occidental en la fachada neoclásica, la de san Bartolomé y la de la calle Pabostría. Existe otro pequeño acceso al fondo de la Sala Capitular y antes de la Sacristía que da a la plaza de San Bruno. Esta puerta, sencilla y flanqueada por columnas jónicas con guirnaldas y un frontón triangular, fue finalizada en 1806 por José Yarza y Lafuente.
La puerta principal, situada en el muro oeste y utilizada para el culto, es la de la fachada neoclásica que da a la plaza de la Seo, donde estuvo también el acceso de la mezquita. Fue encargada por el arzobispo Añoa a Julián Yarza, un discípulo de Ventura Rodríguez. Presentó su proyecto en 1763, basándose en la proyectada para la puerta de san Bartolomé por Ventura Rodríguez, que no se llegó a iniciar. Las obras se prolongaron hasta 1767 y fue construida en piedra, ladrillo y yeso. El revoque de pintura blanca actual la ha despojado de los contrastes materiales de la original. A la izquierda y en el mismo lado una entrada más pequeña da acceso directo a la Parroquieta.
Al este se encuentra la puerta de San Bartolomé, por la que acceden los visitantes, restringido a las horas en las que no se celebra el culto. No fue embellecida, pese a que existió el proyecto para ello encargado a Ventura Rodríguez antes mencionado.
La tercera, entrada de la iglesia cristiana medieval y situada a los pies del templo en el lado sur, es la puerta de la Pabostría, que aboca a la estrecha calle homónima. Su construcción se debe a la iniciativa de Hernando de Aragón tras la última reforma del recinto y data de 1558. Desde el siglo XVIII permaneció oculta tras una cancela barroca de madera de 1783, pero la restauración finalizada en 1998 la devolvió a su estado original, trasladando la sobrepuerta barroca a modo de cortavientos a la puerta de san Bartolomé.

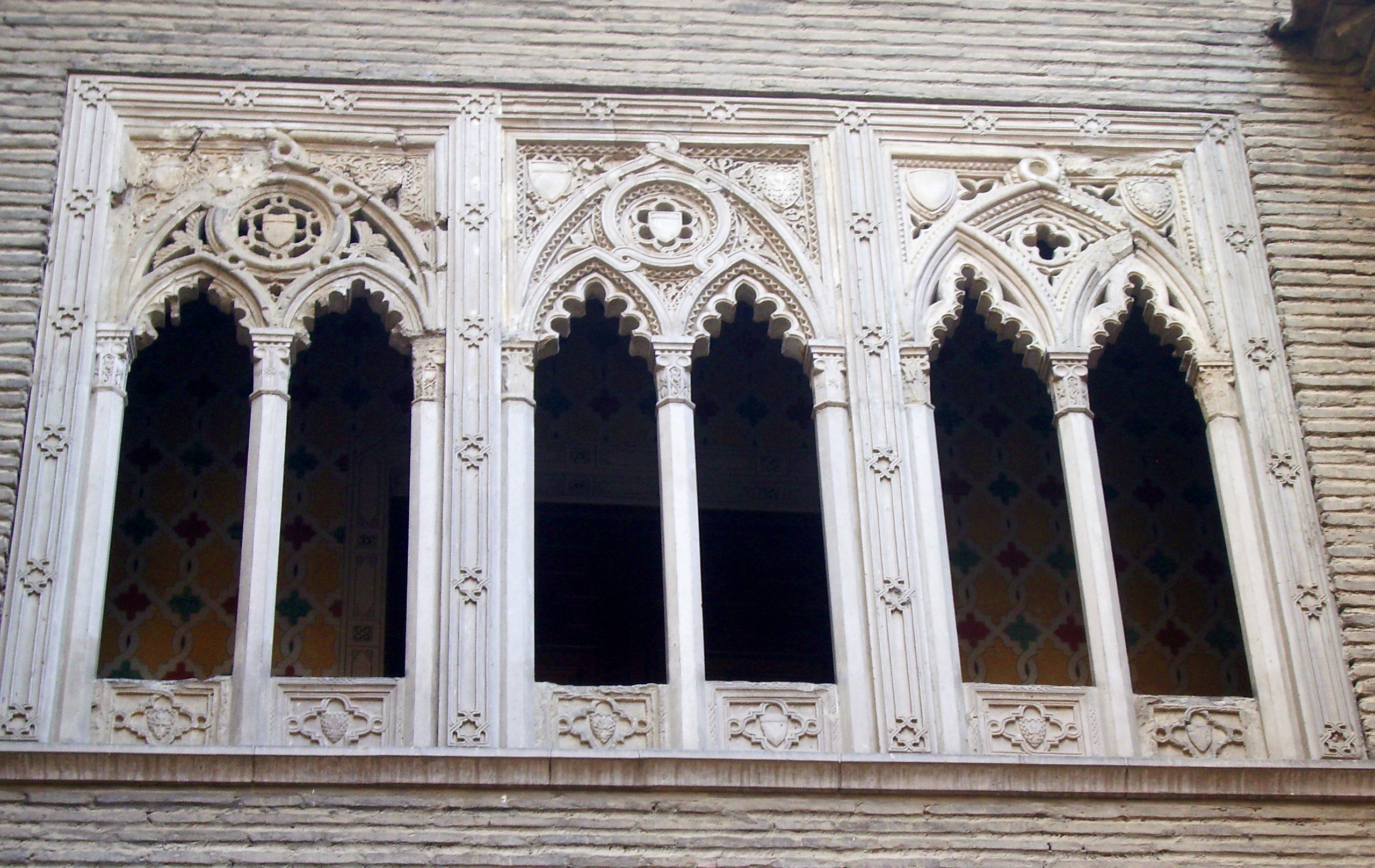
Galería de la Casa del Deán

### Arco y casa del deán
Cerca de la puerta de San Bartolomé, puerta del lado oriente de la catedral, se encuentra un arco ojival sobre el que se construyó la casa llamada «del Deán». En 1293 se autorizó la construcción de un corredor sobre la calle con el fin de comunicar la casa del prior (que estaba adosada a la iglesia) con la nueva casa del deán situada al otro lado de la calle.
De 1587 data una reforma que proporcionó a la galería un mirador con tres airosos ventanales de tradición plateresca y mudéjar que dan a la plaza de San Bruno. El fino trabajo de yesería recuerda el de las puertas y ventanales del palacio de los Reyes Católicos de la Aljafería, de finales del siglo XV.

### El campanario

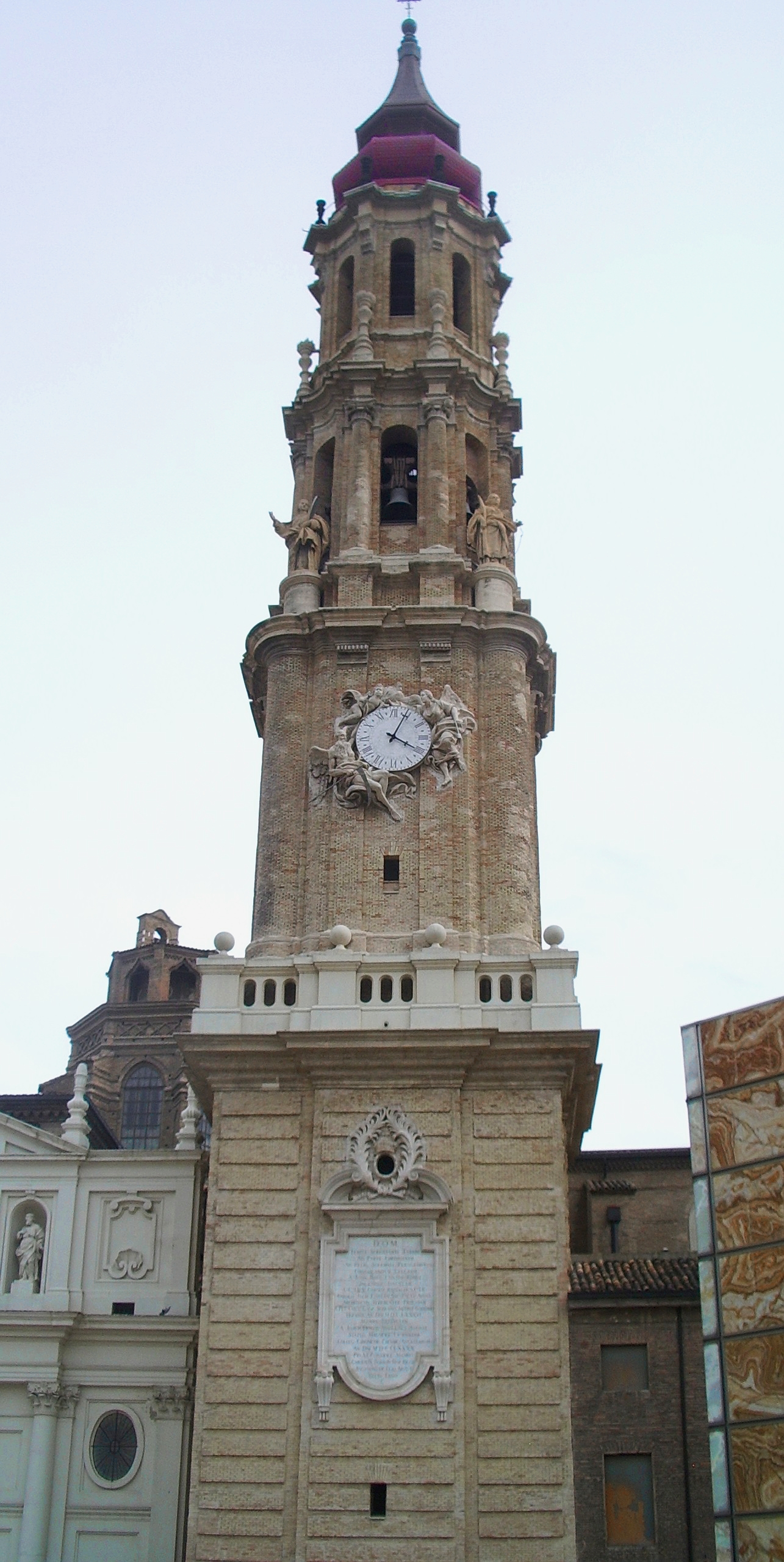
Torre barroca de Contini

La torre-campanario fue proyectada en estilo barroco romano en 1683 por el arquitecto Giovanni Battista Contini para sustituir a la antigua torre mudéjar. Al frente de las obras, que finalizaron en 1704, estuvieron los maestros de obras zaragozanos Pedro Cuyeo, Gaspar Serrano y Jaime Busiñac.
Contini fue discípulo de Carlo Fontana y la torre sigue su estilo. El campanario es una esbelta torre de 90 metros de altura, y en ella se refuerza el juego borrominesco de líneas onduladas que se incrementa desde un sólido paramento inferior cuadrado hasta gráciles remates curvilíneos y sinuosos.
Consta de cuatro cuerpos: el inferior, a modo de basamento, construido en piedra y el resto de ladrillo. Para los detalles ornamentales (cornisas, balaustrada, esculturas) se utilizó la piedra caliza. La anchura de los cuerpos disminuye en altura, y su descripción es la que sigue: 
- La base, de escasa altura, es de sillería con una puerta de arco de medio punto.
- El cuerpo inferior, de planta cuadrada, llega a la altura del techo de las naves. Está resaltado con placas rectangulares y una cartela rematada en frontón partido por un óculo.
- El segundo cuerpo, ya en ladrillo, es de sección cuadrada con aristas redondeadas que conforman seudopilastras toscanas de capitel en goleta. En 1787 se incorpora un reloj en su frente rodeado por dos figuras del escultor Joaquín Arali Solanas que representan el Tiempo y la Vigilancia.
- El tercer cuerpo es de planta octogonal, con estrechos vanos de medio punto para las campanas y semicolumnas corintias adosadas. En los ángulos aparecen esculturas de las Virtudes cardinales, que fueron añadidas un siglo después, en 1786, por Joaquín Arali Solanas.
- El cuarto y último cuerpo, con flameros en la base conjugados con las ventanas del paramento y una cornisa de entrantes cóncavos. Remata con un airoso chapitel bulboso de entrante a su mitad coronado por una fina aguja.

Contini nunca vio la obra terminada, ya que nunca estuvo en Zaragoza.

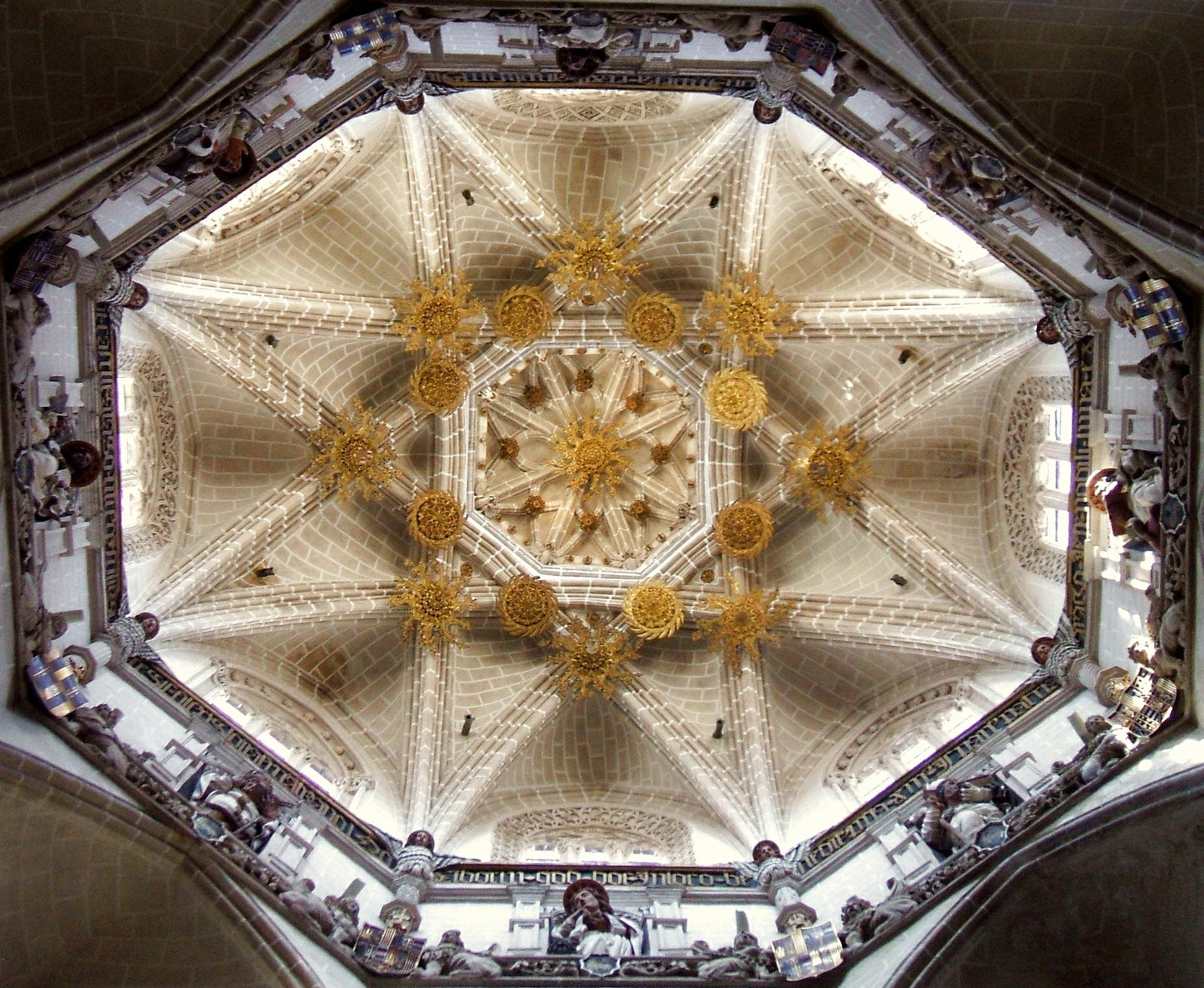
Cimborrio

### El cimborrio
En 1498 el arzobispo Alonso de Aragón inició un proyecto para añadir dos naves a las tres ya existentes de la Seo. Sin embargo, el decadente estado del cimborrio requirió su destrucción. Una comisión de expertos en la materia, a cuya cabeza estaba Enrique Egas, sugirió al cabildo su inmediato derrumbe.
Entre 1505 y 1520 se levantó el actual cimborrio. En él se conjugan los estilos del mudéjar y el gótico junto al ornato renacentista. Tomaron parte los mejores arquitectos de la época en su construcción.
El cimborrio tiene dos plantas, una rectangular y otra con forma de octógono. Las paredes tienen una estructura y decorado renacentista, y las hornacinas poseen estatuas de santos aragoneses. Las nervaduras del cimborrio parten de cada ángulo de la planta octagonal y forman una estrella de ocho picos. Sobre el hueco que ella deja se levanta una magnífica linterna.
Se trata, en fin, de un elemento de estilo mudéjar, pues el sistema de arcos entrecruzados en bóveda estrellada tiene su paralelo en otros cimborrios y bóvedas de nervios hispánicas que remiten, en última instancia, al de la Mezquita de Córdoba.
- Wikimedia Commons alberga una categoría multimedia sobre Cimborrio de la Seo.

## El interior
- Wikimedia Commons alberga una categoría multimedia sobre el interior de la Seo de Zaragoza.

### Capilla Mayor o Presbiterio

#### Retablo mayor

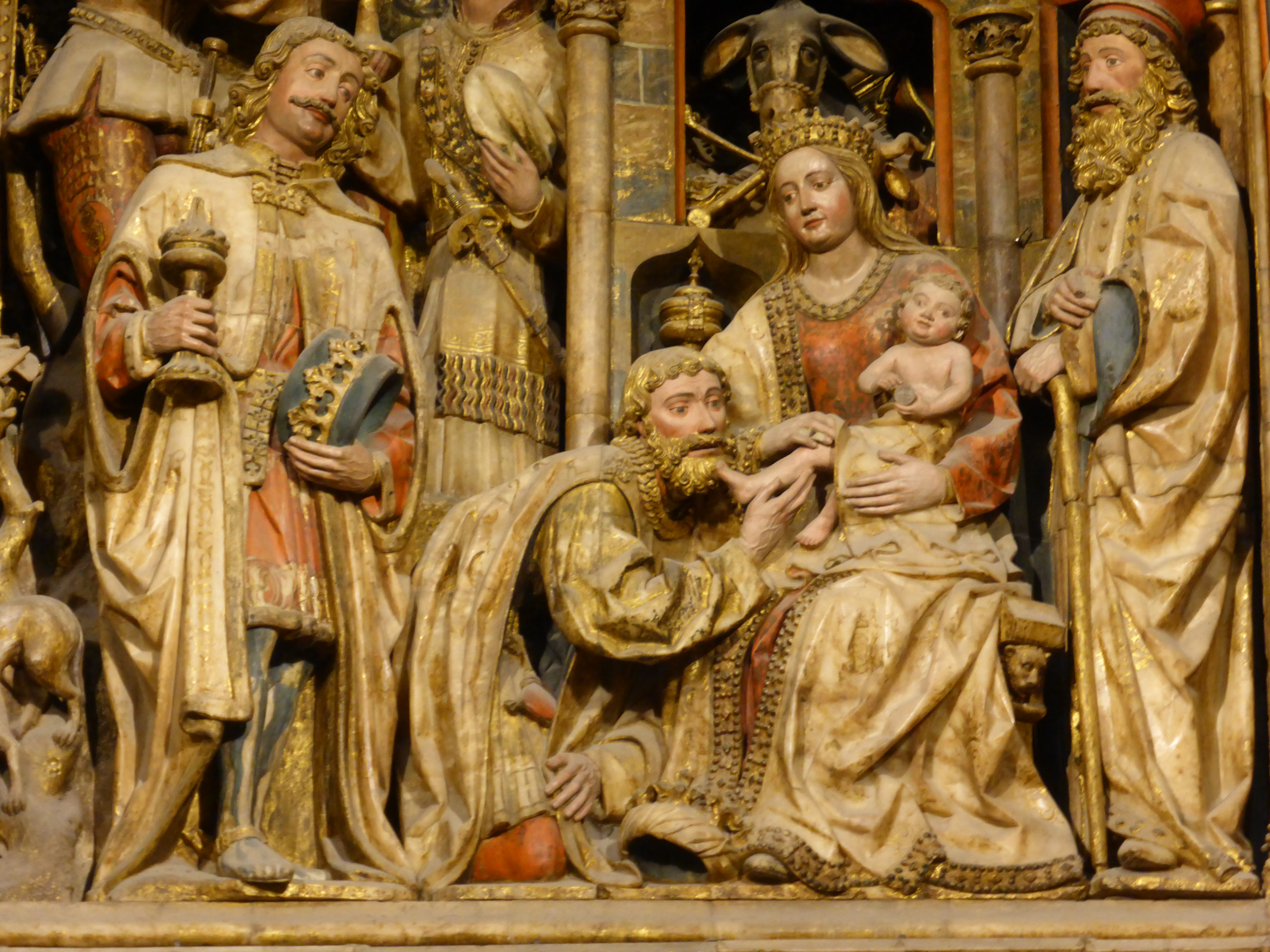
Adoración de los Reyes Magos. Escena central del retablo mayor

Dedicado al Salvador, como correspondía a la advocación de la Seo zaragozana, fue tallado en alabastro y policromado desde 1434 a 1480 por varios artistas, entre los que destacan Pere Johan, Francisco Gomar y Hans de Suabia (o Hans Piet d'Anso). Se puede considerar una de las obras cumbre de la escultura gótica europea y la joya mayor de esta catedral. Mide 16 metros de altura por 10 metros de ancho.

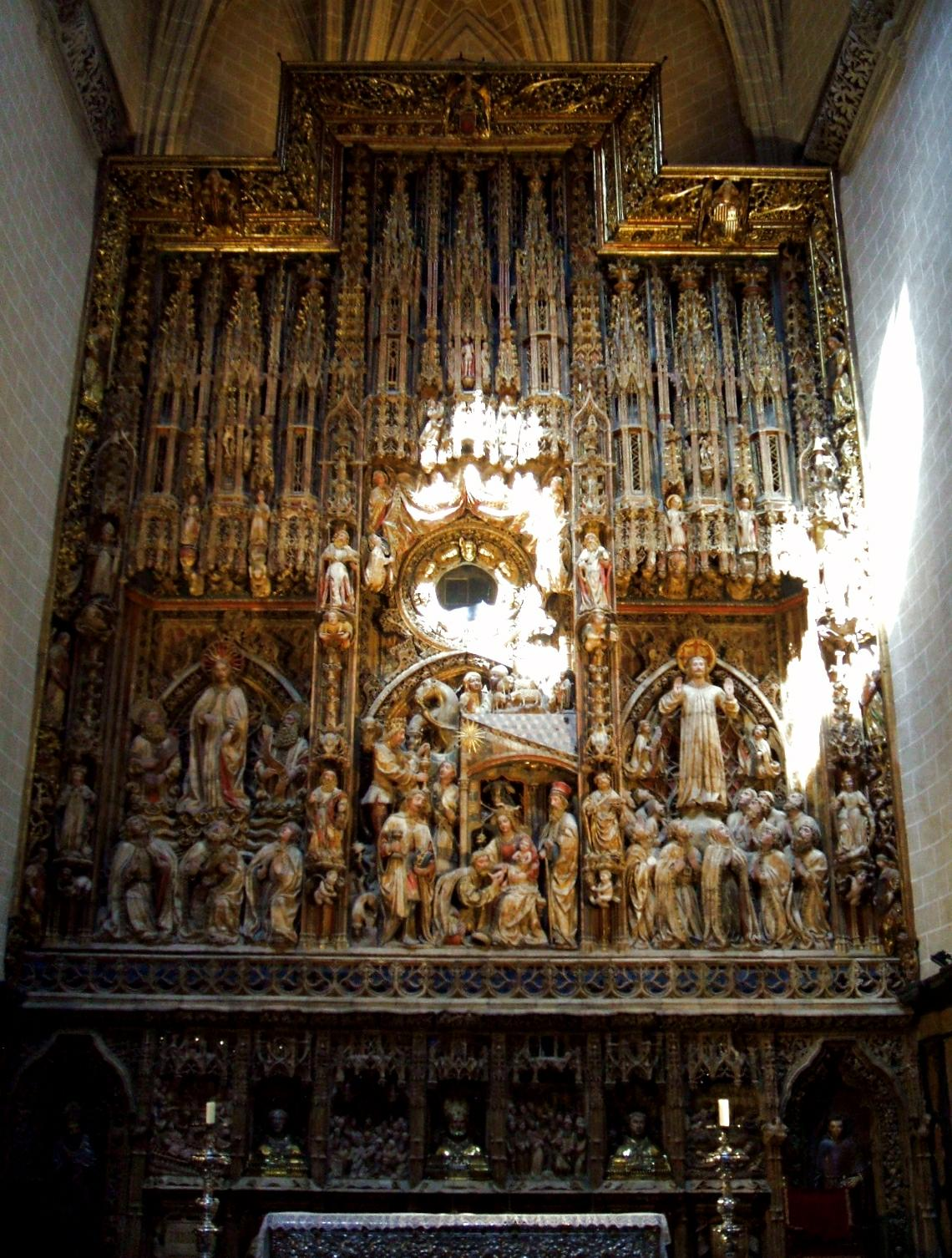
Retablo mayor

Promovido por el arzobispo Dalmau de Mur, su construcción atrajo escultores de reconocida fama, como Pere Johan que trabajaba en aquel momento en Tarragona. Él se encargó de esculpir en alabastro de Gelsa el sotabanco entre 1434 y 1440, que fue prolicromado. Sobre este basamento se cree que el mismo autor hizo un cuerpo tallado en madera que se cerraba con puertas. En el zócalo alternan el escudo del arzobispo Dalmau con el del cabildo catedralicio. El banco muestra cuatro casetones con escenas de vidas de santos aragoneses separadas por decoración vegetal donde se colocan, en celebraciones importantes, los bustos-relicario de san Valero, san Vicente mártir y San Lorenzo donados por Benedicto XIII.
El cuerpo principal, elaborado entre 1441 y 1445 consta de tres calles con grandes escenas alojadas en decoración escultórica gótico-flamígera. La traza original fue modificada en 1473 por el imaginero alemán Hans de Suabia que esculpió las actuales tallas de alabastro. El cuerpo central representa la Adoración de los Reyes y las laterales la Transfiguración de Cristo y la Ascensión de Cristo. Hans de Suabia tardó seis años en esculpir todas las historias y cobró 150 florines de oro a la terminación de cada una de ellas. En 1473 firmó nuevo contrato para trabajar la parte superior ocupada en más de la mitad por grandes doseletes góticos.
Murió este escultor sin dejar hecho el tabernáculo que tuvo que terminar su discípulo el escultor de Daroca Gil Morlanes el Viejo, que talló y doró las figuras del guardapolvo y realizó una pequeña cámara tras el retablo donde se custodia el sagrario.
- Wikimedia Commons alberga una categoría multimedia sobre Retablo mayor de la Seo.

### La Parroquieta

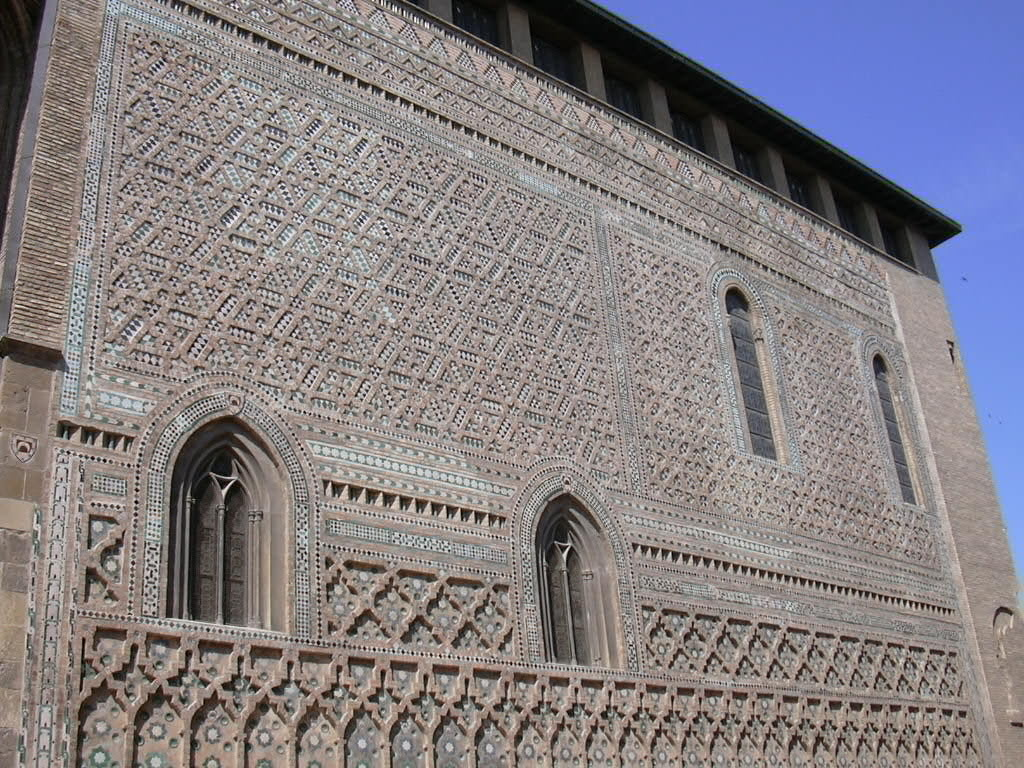
Muro de la Parroquieta

Lope Fernández de Luna inicia la construcción de su propia capilla funeraria en estilo mudéjar en 1360 bajo la advocación de San Miguel Arcángel, conocida vulgarmente como «La Parroquieta». Se trata de un espacio rectangular y estrecho que ocupó el lugar del lado del evangelio de la cabecera de La Seo y se edificó sobre el ábside más occidental y una anterior capilla colateral que se abría al transepto. La nueva estancia se conformó así como una pequeña iglesia destinada a albergar la tumba de Lope de Luna.
La construcción corrió a cargo del maestro de obras Miguel del Cellero, y en ella trabajaron artífices mudéjares de Aragón y Sevilla, como los «azurejeros» Garci Sánchez y un tal «Lop». Su trabajo con la cerámica vidriada y el ladrillo en retículas geometrizantes produjeron una de las obras maestras del mudéjar aragonés, el muro exterior de la Parroquieta, uno de los ejemplos más señeros de este estilo. En el interior, iluminado escasamente por estrechas ventanas apuntadas, la cabecera se cubre con una techumbre de artesa octogonal también mudéjar realizada en madera dorada con lacerías y mocárabes.
En el lado izquierdo un arcosolio enmarca el sepulcro de don Lope de Luna, labrado en alabastro gerundense por Pere Moragues. La urna está cubierta con la estatua yacente del arzobispo. Los lados del sarcófago están esculpidos también, con un séquito de personajes presididos por el papa Clemente VI y el rey de Aragón Pedro IV. En el frente del nicho del arcosolio y los costados se desarrolla la ceremonia fúnebre del enterramiento con estatuas plorantes originalmente doradas y policromadas con fondo de pasta vítrea azul, a la manera de las tumbas reales del mausoleo de Santa María de Poblet.
Toda la Parroquieta fue restaurada en 1936 por Francisco Íñiguez Almech, quien la devolvió a su estado original anterior al que le dieron reformas dieciochescas.

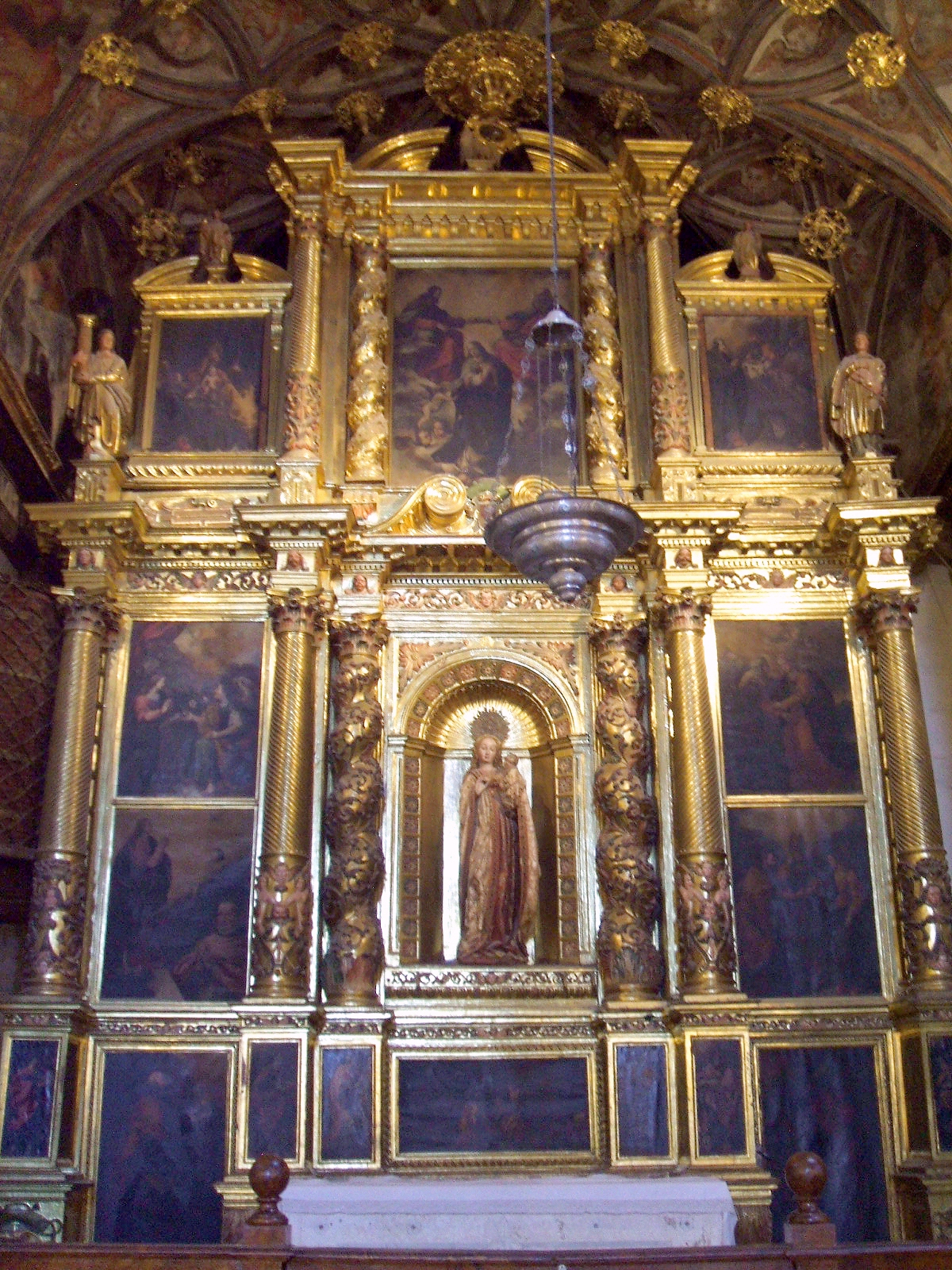
Capilla de la Virgen Blanca

### Capillas de la cabecera
Situadas en el espacio delimitado por los ábsides laterales, solo el situado del lado de la epístola se conserva en su integridad, y aloja la bella imagen gótica de la Virgen Blanca. El del lado del evangelio fue derruido en parte para construir la sacristía y aparece como un portal no demasiado profundo.

#### Capilla de la Virgen Blanca
En el ábside izquierdo se sitúa la capilla de la Virgen Blanca. Tiene una portada plateresca de Francisco de Casas y Juan de Monferriz de 1574 y se cubre con bóveda de terceletes decorada con pinturas y claves en madera estofada. En el interior se encuentra un retablo barroco de 1647 tallado en madera con pinturas del zaragozano Jusepe Martínez y que presenta escenas de la vida de la Virgen. Preside la capilla una Virgen con niño de alabastro del siglo XV realizada por el escultor Fortaner de Usesques, natural de Morlaas, capital del vizcondado de Bearne. En el suelo se encuentran diversas lápidas de arzobispos de Zaragoza de los siglos XVI al XVII.

#### Capilla de San Pedro y San Pablo
Situada en el acceso al desaparecido ábside románico, la capilla de San Pedro y San Pablo está documentada ya en 1403. Se ingresa a través de una portada plateresca de yesería en forma de arco triunfal de medio punto. El remate del trasdós muestra la escena de la Asunción de María. En el interior, (reducido en el siglo XVIII para construir la sacristía) se encuentra un retablo de madera dorada y policromada con escenas en relieve de las vidas de San Pedro y San Pablo de la segunda mitad del siglo XVIII atribuido al escultor navarro Domingo Tris Saz.

### Capillas laterales (Epístola)

#### Capilla de San Pedro Arbués
La capilla de San Pedro Arbués es una de las más interesantes del templo. La portada fue realizada en estilo gótico isabelino, pero se añadieron motivos barrocos en el siglo XVIII.
La bóveda de la capilla es de crucería, a la que se ha añadido una linterna en el centro con el fin de mejorar la iluminación. Los muros están recubiertos en su parte inferior por cerámica barroca y la parte superior está ocupada por grandes pinturas realizadas por Francisco Jiménez Maza en 1655. Los lienzos muestran escenas de la vida y la muerte de Pedro Arbués. El centro de la capilla lo ocupa un baldaquino, también de mitad del siglo XVII, sostenido por cuatro columnas salomónicas de mármol negro y de cubierta decorada con las figuras de las Virtudes.
Debajo del baldaquino se encuentra el sepulcro del santo atribuido a Gil Morlanes el Viejo. Se trasladó aquí en 1664 desde el lugar en que había sido asesinado, con ocasión de la beatificación. La tumba, que fue mandada tallar por Isabel la Católica, está decorada ricamente con relieves de escenas de la vida del santo y estaba rematada con una escultura yacente de Pedro Arbués, tallada en alabastro. La escultura se trasladó al Museo Capitular para poder emplearla como mesa de altar. Detrás, una escultura del Santo, en gloria, sobre una nube, vestido con ropas de canónigo. La obra fue realizada por Juan Ramírez Mejandre en 1725.

#### Capilla de San Agustín

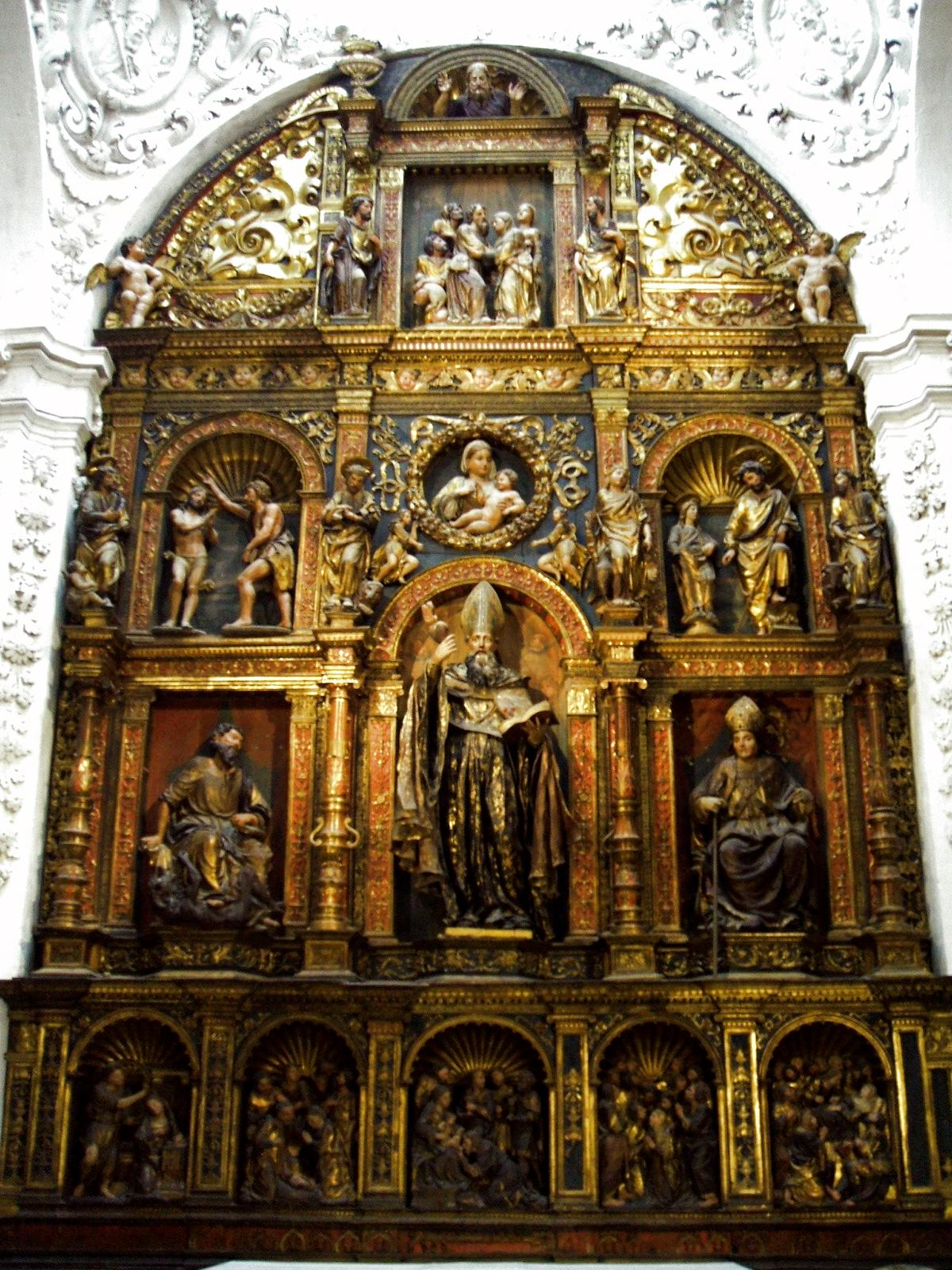
Retablo plateresco de la Capilla de San Agustín

La capilla de San Agustín fue creada entre los años 1720 y 1722. La portada realizada en yeso, similar a la de la capilla de San Vicente, de arco triunfal y ático de estilo churrigueresco, es una de las últimas que se realizaron.
La capilla está cubierta con cúpula sobre pechinas, iluminada por una linterna. Tanto la cúpula como las partes libres de las paredes están ricamente decoradas. Cuelgan a los lados pinturas de 1722 de Miguel Jerónimo Lorieri y Francisco del Plano, que muestran escenas de la vida de la Virgen.
El retablo es renacentista plateresco y fue construido en 1521 para la capilla de Santiago de la misma Catedral. Doña María de Alagón y Cariñena, viuda del camarero del arzobispo don Alonso de Aragón, se lo encargó a los escultores Gil Morlanes el Joven y Gabriel Yoly, pintándolo Martín de Aniano y Martín García. El basamento es de tablas pintadas y el banco presenta cinco hornacinas con escenas de la vida de la Virgen realizadas probablemente por Yoly: la Anunciación, la Adoración de los Reyes Magos, Pentecostés y la Dormición de la Virgen. En el centro, una gran escultura policromada de San Agustín, realizada en 1722 por el escultor José Sanz Alfaro, que sustituye a la antigua figura de San Agustín que había sido trasladada a la capilla de Santiago. A los lados esculturas de San Bartolomé de Yoly y San Ambrosio de Morlanes. En la parte superior, escenas del Bautismo de Cristo de Morlanes, de San Joaquín con la Virgen Niña de Yoly y, en el centro, un medallón con la Virgen con Niño. Rematando el retablo, la escena del Abrazo de la Puerta Dorada y el Padre Eterno.

#### Capilla de Santo Dominguito de Val
La capilla de Santo Dominguito de Val, patrón de los infantes de la escolanía de la ciudad y de los monaguillos, se creó por la unión de las antiguas capillas del Espíritu Santo y del Corpus Christi en 1671. Supuestamente se conservan restos del santo.
La portada fue realizada en yeso sobre pedestal de mármol, hacia 1700, en estilo churrigueresco. Se destacan los relieves de Santo Dominguito de Val y de la Eucaristía, que se completa con las imágenes de otros santos.
El interior está cubierto por una cúpula elíptica con linterna, montada sobre pechinas, muy trabajada en yeso con dibujos entrelazados de inspiración morisca, en todo similar a la de la Capilla de San Valero. El retablo es churrigueresco de tres calles, de madera dorada del siglo XVII. Dominado por la figura de Santo Dominguito de Val crucificado, vestido con las ropas de los Niños del Coro de la catedral. A los lados, esculturas de San Francisco Javier y San Ignacio de Loyola, y rematando el retablo, un cuadro de la Virgen de Guadalupe. Los muros están cubiertos con pinturas que Camón Aznar atribuye a Bartolomé Vicente. Los lienzos cuentan el milagro que ocurrió en la catedral en 1427, cuando un moro intentó profanar la Sagrada Forma que una mujer había guardado durante la eucaristía, convirtiéndose la Forma en un hermoso niño.

#### Capilla de los arcángeles Miguel, Gabriel y Rafael

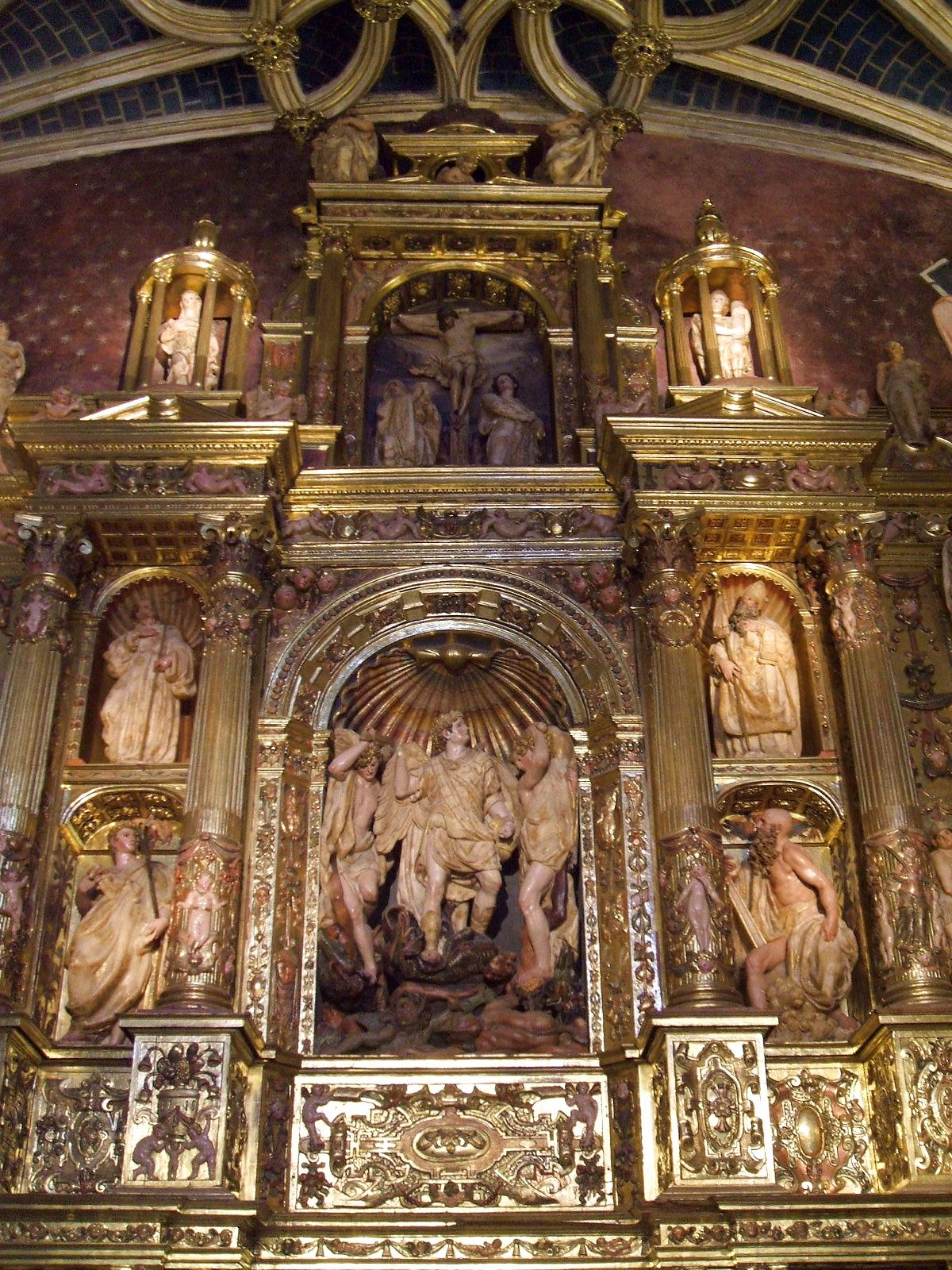
Retablo de la capilla de San Miguel, con escultura de Juan de Ancheta

La capilla de los arcángeles Miguel, Gabriel y Rafael, o simplemente capilla de San Miguel, fue mandada construir y financiada por Gabriel Zaporta, señor de Valimaña, el 13 de octubre de 1569, con intención de convertirla en su capilla funeraria. De su enterramiento solo se ha conservado la tapa del sarcófago, una chapa de bronce repujada con una efigie de Zaporta, obra de Hernando de Ávila de 1578, que actualmente se encuentra en el Museo Capitular.
La portada, construida en 1570 por los alarifes zaragozanos Francisco y Jerónimo de Santa Cruz de acuerdo con la traza del pintor Tomás Peliguet, es de estilo plateresco, con pedestales de mármol negro y el resto de yeso policromado, imitando materiales más caros. Sobre la clave del arco, el escudo de Zaporta. La rejería de bronce es la mejor de la catedral, también realizada en estilo plateresco por Guillén Trujarón en 1570. Dividida en tres cuerpos, sobre basamento de mármol negro los dos cuerpos exteriores, está rematada por las armas de Zaporta, angelotes y lacerías.
El interior está cubierto por una bóveda de crucería estrellada. Los azulejos del arrimadero que cubre la parte inferior de las paredes se cree que son del pintor Pedro Morone de Siena y están fechados entre 1572 y 1575. El retablo del siglo XVI es un bello ejemplo de alternancia de obra de madera con la escultura de alabastro. Las figuras son de Juan de Ancheta, escultor de Azpeitia, la obra de Guillén Salbán y las pinturas a Juan de Ribera. En el banco aparecen, de izquierda a derecha, los relieves de dos evangelistas, la Anunciación y otros dos evangelistas, realizados en alabastro. En los extremos, figuras de Santa Lucía y Santa Apolonia realizadas en madera. En el cuerpo principal, en el centro, una hornacina que muestra a los tres arcángeles Miguel, Gabriel y Rafael triunfantes sobre los demonios, al lado izquierdo esculturas de San Gabriel y san Francisco y al lado derecho imágenes de San Jerónimo y San Guillermo de Bourges. El retablo viene rematado por las imágenes de San Pedro y San Pablo, entre los que se encuentra un Calvario.

#### Capilla de Santa Elena, de Nuestra Señora del Carmen o del Santísimo Sacramento
La capilla de Santa Elena, de Nuestra Señora del Carmen o del Santísimo Sacramento fue reformada entre 1637 y 1646 por orden de don Francisco de Liñán.
La portada es de un estilo que se ha llamado protobarroco, un barroco sin excesiva decoración, tallada toda ella en yeso. Sobre el frontón, encima de las armas del fundador, en una hornacina, la figura de Santa Elena. La reja de entrada también es de un estilo barroco muy austero, obra de Pedro de Tapia.
El interior está cubierto con cúpula iluminada por una linterna en su centro, decorada en estilo barroco con yeserías que muestran a los cuatro evangelistas y seis profetas. El retablo fue contratado en 1637 con Ramón Senz, escultor, Bernardo Conil, ensamblador, y Juan Galván y Juan de Orcoyen, ambos pintores. Sin embargo, gran parte de las pinturas son de Francisco Lupicini, pintor de Florencia del siglo XVII, que las contrató en 1638. Son de Lupicini las escenas de la vida de Santa Helena del retablo que se encuentran en el banco y otras en la parte la central, Crucifixión, La estigmación de San Francisco, Santa Catalina de Siena y el Descendimiento. También son suyos los lienzos de las paredes laterales, Invención de la Santa Cruz por Santa Helena, Milagro de la serpiente en el desierto, Subida al Monte Calvario del Emperador Heraclio y Adoración de la Santa Cruz el día del Juicio Final. La imagen que preside el retablo es una escultura de la Virgen del Carmen colocada en el siglo XIX; se trata de una escultura barroca de comienzos del siglo XVIII, que se relaciona con el taller de los Mesa.

### Capillas meridionales

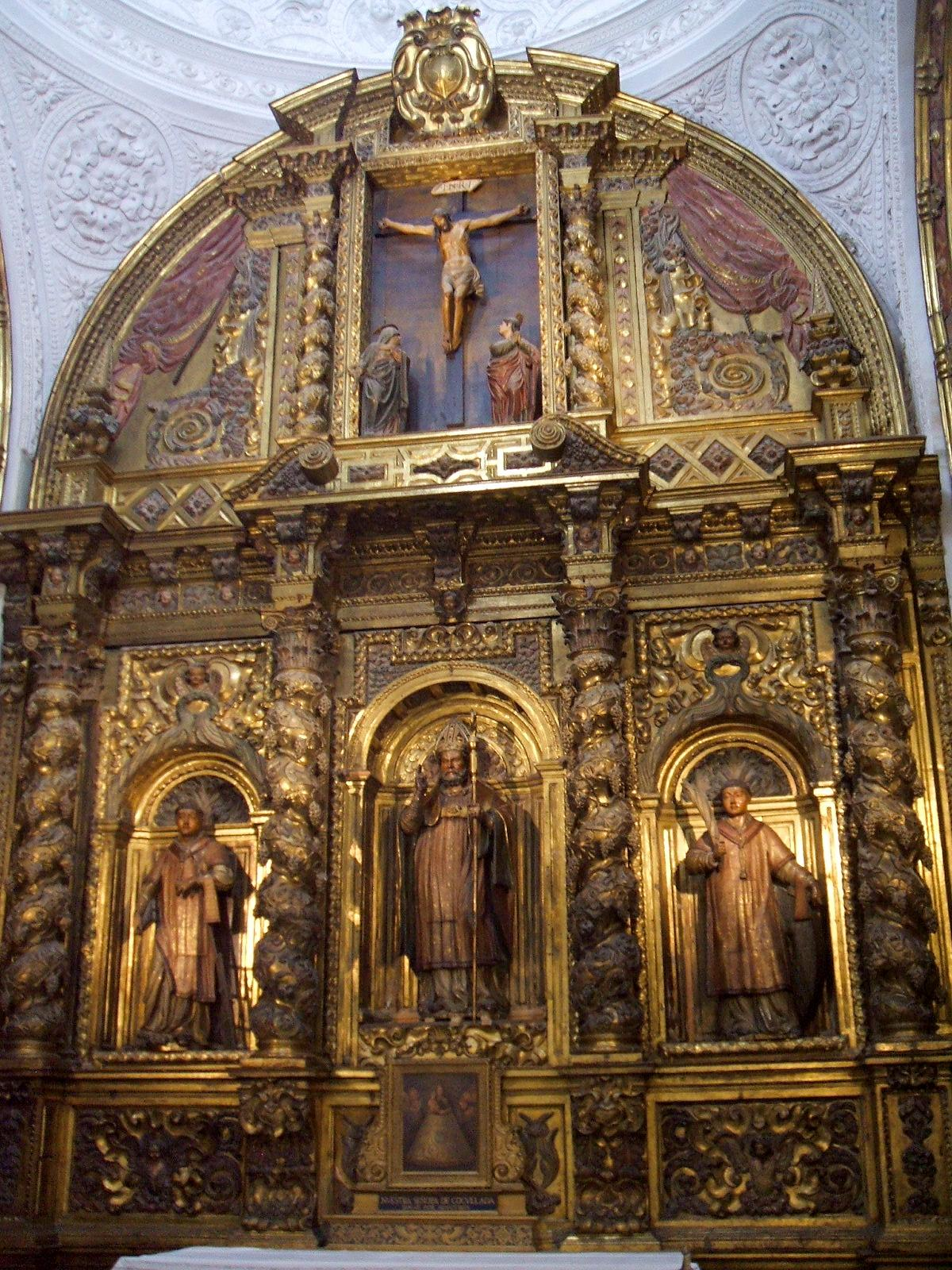
Capilla de San Valero

#### Capilla de San Valero
La capilla de San Valero, patrón y obispo de Zaragoza, fue decorada por orden del arcediano Miguel Anonio de Urrutigoiti entre 1696 y 1698.
La portada churrigueresca, muy decorada en yeso, está presidida por dos esculturas de San Pedro y San Pablo, escoltados por el escudo del Cabildo Metropolitano.
El interior está cubierto por una cúpula oval sobre pechinas y que posee una linterna en el centro para iluminar la capilla. Está muy decorada con yeserías, similar a las de la capilla de Santo Dominguito de Val. El retablo, también churrigueresco, de madera dorada del siglo XVII, muestra escenas de los santos Valero, Vicente y Lorenzo. En los lados dos grandes pinturas decoran las paredes: El interrogatorio de San Valero y San Vicente por Daciano y Llegada del cráneo de San Valero a Zaragoza, ambas del siglo XVII. La autoría es discutida, aunque se atribuyen a Pedro García Ferrer o a Bartolomé Vicente.

#### Capilla de Nuestra Señora de las Nieves
La capilla de Nuestra Señora de las Nieves fue acondicionada por doña Ana Manrique, condesa de Puño-en-rostro, para que sirviese de capilla funeraria de su hermano, don Pedro Manrique, arzobispo de Zaragoza, a su muerte en 1615.
Capilla tardogótica que conserva la portada de la época de Hernando de Aragón, aunque la bóveda de crucería fue abierta para introducir una linterna. El retablo barroco se completa con varias pinturas atribuidas a Francisco Jiménez Maza, entre las que destacan la Fundación de la iglesia de Santa María la Mayor o Santa María de las Nieves en el monte Esquilino de Roma y la de Santo Dominguito de Val.

#### Capilla de San Bernardo

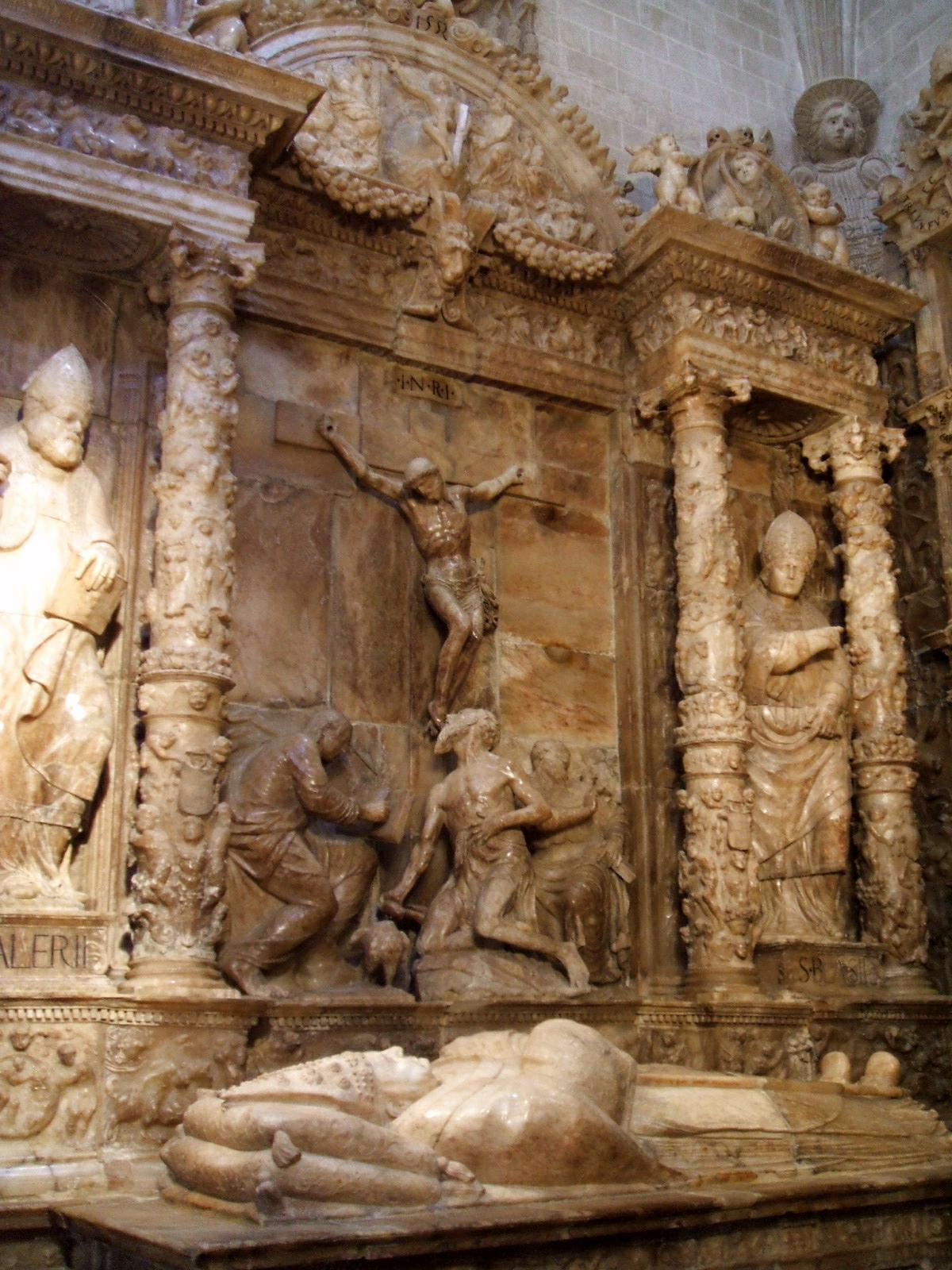
Detalle del conjunto renacentista en alabastro de la capilla con el sepulcro del arzobispo Hernando de Aragón

La capilla de San Bernardo de Claraval es una de las obras cumbre del renacimiento aragonés. De entre 1549 y 1555, contiene las tumbas del arzobispo don Hernando de Aragón, que la mandó realizar, y de su madre doña Ana de Gurrea. Juan Vizcaíno realizó el sepulcro del arzobispo y Juan de Liceire el de su madre. El retablo de la capilla de San Bruno, lo encargó al escultor Pedro de Moreto. Todo el conjunto fue realizado en alabastro. La reja, renacentista también, fue realizada por Guillén de Trujarón en 1553.
Es esta la capilla que pidió este arzobispo para erigir su panteón familiar, y por tanto, dispuso de todos los recursos económicos para hacer de ella un relevante conjunto artístico. Para ello disponía de un espacio de planta cuadrangular que fue cubierto con bóveda de crucería estrellada, aunque la que nos ha llegado es fruto de una reforma barroca de 1640. Fueron dispuestos tres retablos en alabastro, el central dedicado a san Bernardo y los laterales al propio prelado y a su madre.
El retablo central de Pedro de Moreto, hijo del florentino Juan de Moreto, es el de mayor calidad. Está formado por un zócalo, donde se sitúan las armas de Hernando de Aragón y un banco con varias escenas: la Degollación de los Inocentes, la Circuncisión y Jesús entre los doctores. Estas están separadas por hornacinas que albergan figuras de obispos. El cuerpo se divide en tres calles que separan columnas corintias profusamente labradas. Las laterales presentan relieves sobre la Natividad (a la izquierda del espectador) y la Presentación de Jesús en el Templo. La calle central se reserva a la Aparición de la Virgen a san Bernardo y con ángeles tenentes de las armas de don Hernando coronadas por un medallón de la Trinidad.
Entre el retablo y los dos mausoleos se disponen estatuas de los reyes de Aragón desde Juan I hasta Fernando el Católico y Carlos I.
El complejo funerario de Hernando de Aragón fue esculpido por Bernardo Pérez en 1550 con ayuda del imaginero Juan Pérez Vizcaíno. Responde al tipo de lecho con imagen yacente del difunto sobre la urna ataviada de pontifical. En el frontal y alojadas en veneras se representan las alegorías de las virtudes junto con una inscripción laudatoria. Se acompaña con un retablo del mismo autor realizado en 1553, que consta de un banco, cuerpo con tres calles y ático. En la calle central se representa la Crucifixión y en las laterales san Valero y san Blas, coronado todo ello con el Juicio final.
En cuanto al de su madre, doña Ana de Gurrea, enfrentado al de su hijo, muestra una composición similar. Fue esculpido por Juan de Liceire, y es de calidad inferior al del arzobispo. En su sepulcro aparece yacente y vestida con el hábito de Santiago. En su retablo aparecen, en la calle central, la Virgen con el Niño y santa Ana, y en las laterales san Juan Bautista y Santiago el Mayor. En el ático, la Natividad de María.

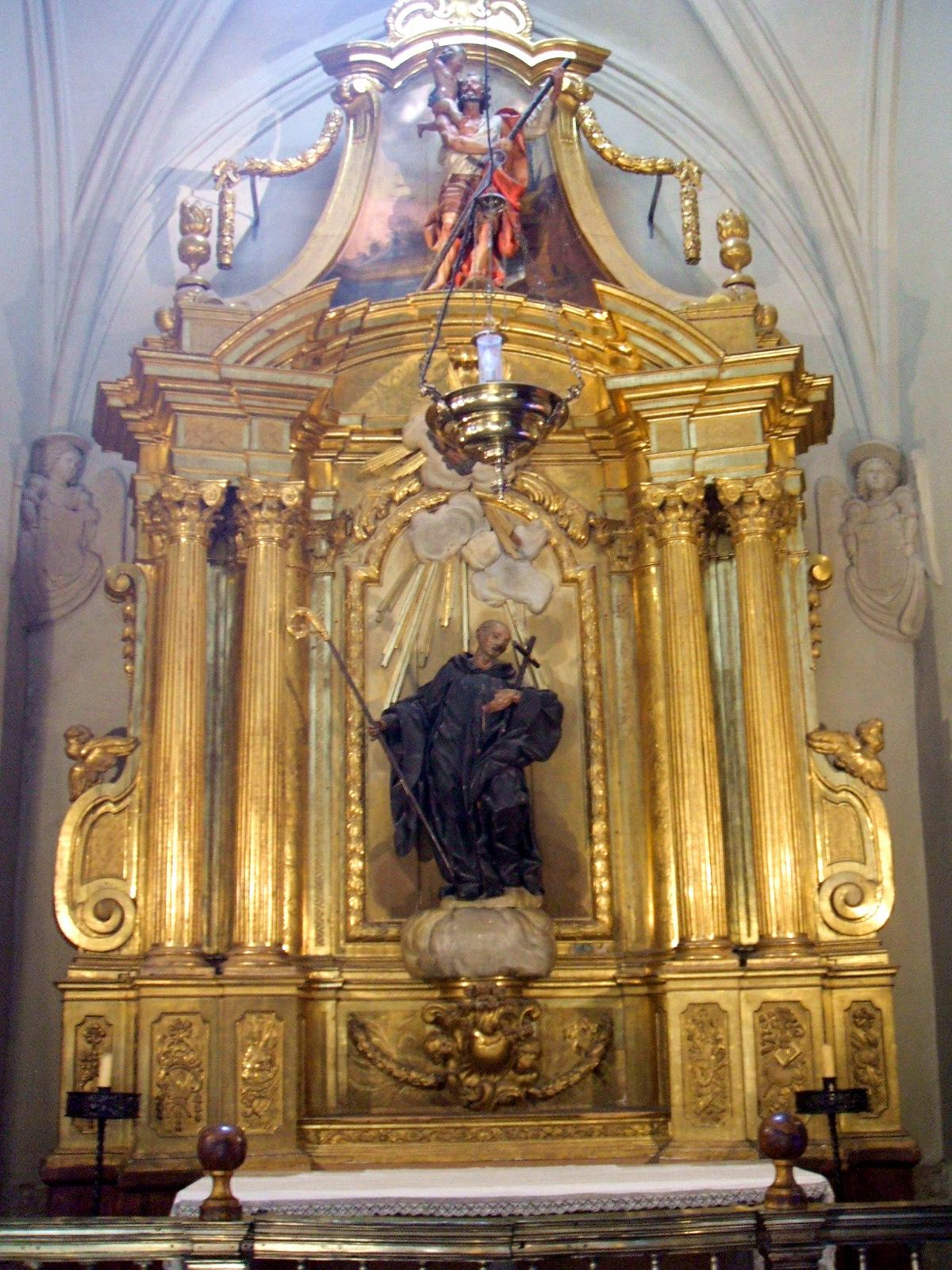
Retablo con estatua de San Benito atribuida a José Ramírez de Arellano

#### Capilla de San Benito
La capilla de San Benito fue mandada construir por don Hernando de Aragón para recoger los cuerpos de sus sirvientes, siendo inaugurada el 4 de agosto de 1557. La capilla fue reformada en 1762 por la baronesa de Sangarren, con lo que se perdió el retablo renacentista original con las pinturas que Jerónimo Cósida había realizado en 1552. La portada no tiene ningún elemento decorativo, siendo en arco apuntado, tal como lo eran las primeras capillas de la Catedral. La capilla todavía está cerrada con la reja renacentista original realizada por Guillén de Trujarón en 1556.
El interior está cubierto con una bóveda de crucería, con las armas de don Hernando de Aragón en las ménsulas que la soportan. Durante la reforma del siglo XVIII se introdujo una linterna en el centro. El retablo actual es de transición entre el Barroco y el Neoclasicismo; en él destacan, en la parte central, la imagen de San Benito, atribuida a José Ramírez de Arellano, y en el ático, una figura de San Cristóbal, atribuida al taller del mismo autor.

### Capillas laterales (Evangelio)

#### Capilla de San Marcos
La capilla de San Marcos, o del Monumento, fue reformada a principios del siglo XVIII para instalar el Monumento Eucarístico del Jueves Santo, y de ahí su nombre.
La portada es churrigueresca, de yeso sobre pedestales de mármol, realizada en 1711 por José Serra. Muestra relieves con los instrumentos de la Pasión, el Libro de los Siete Sellos, bustos de la Virgen y San Juan Evangelista; todo culminado por la imagen del Padre Eterno.
El interior está cubierto con una cúpula, cubierta con pinturas de ángeles niños que portan las «armas de Cristo», sobre pechinas, ilustradas con las cuatro Virtudes: Justicia, Fe, Esperanza y Caridad, todo ello obra de Juan Zabalo. Entre 1711 y 1713, Juan Zabalo no sólo pintaría los techos, sino también los grandes lienzos de las paredes, La Entrada de Jesús en Jerusalén y El beso de Judas. En la reforma del siglo XVIII se eliminó el retablo y se sustituyó por un telón, que oculta el Monumento de Jueves Santo.

#### Capilla del Nacimiento

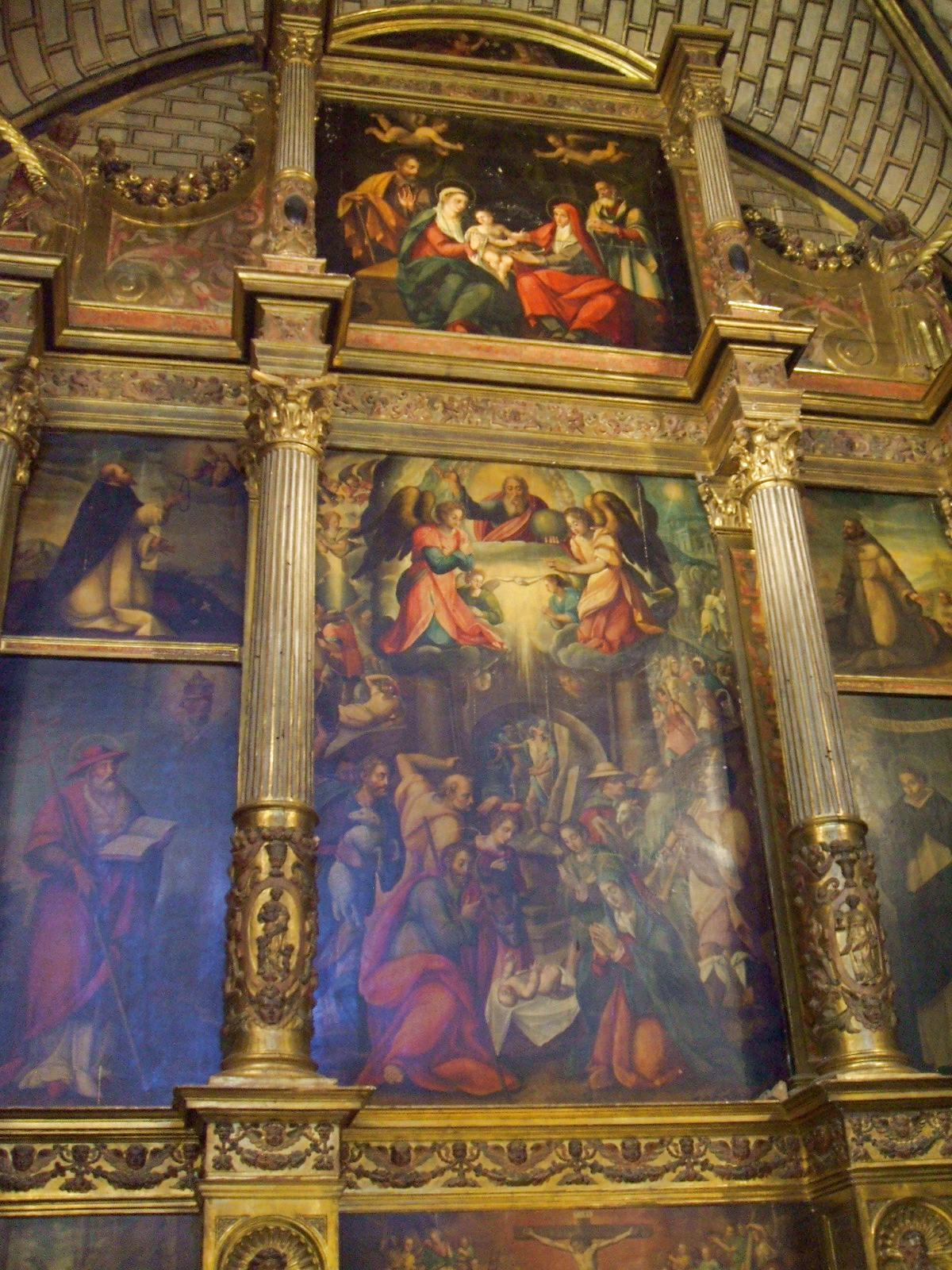
Retablo con óleos de Roland de Mois

La capilla del Nacimiento fue fundada por el infanzón Jerónimo Ferrer Cerdán el 27 de julio de 1584, con la intención de convertirla en panteón familiar. Doña Ana Clavero, esposa del anterior, terminó la obra a la muerte de su marido.
La portada del siglo XVI es muy sencilla, rematada con las armas de Ferrer Cerdán. La reja de bronce es renacentista, de 1586, realizada por Hernando de Ávila, que también hizo la de la capilla de San Miguel para Zaporta.
El interior está cubierto por una bóveda de crucería, en cuyas cuatro ménsulas aparecen los escudos de Ferrer Cerdán y su esposa. La parte inferior de los muros está cubierta con cerámica de Muel. El retablo, realizado a base de lienzos entramados en una armazón de madera dorada y policromada de estilo clasicista, es una obra maestra de la pintura renacentista de Roland de Mois. El basamento contiene las siguientes pinturas: La Epifanía, La Redención y la Presentación en el Templo. En el cuerpo principal, dividido en tres calles, se encuentra la pintura de la Natividad del Niño Jesús y la adoración de los pastores. En las calles laterales tablas de San Jerónimo (abajo izquierda), Santo Domingo de Guzmán (arriba izquierda), San Vicente Ferrer (abajo derecha) y San Francisco de Asís en oración (arriba derecha). En el ático, hay un cuadro de Jerónimo de Mora de hacia 1616 que representa a las dos Sagradas Familias con san José, santa María, san Joaquín, santa Ana y el Niño.

#### Capilla de las santas Justa y Rufina
La capilla de las santas Justa y Rufina fue fundada por don Mateo Virto de Vera, Inquisidor Apostólico del Reino de Aragón, en 1643 con la intención de convertirlo en panteón familiar. Las obras se realizaron entre 1643 y 1644. Con el paso del tiempo, la capilla sería heredada por los condes de Guara y más tarde por los duques de Villahermosa, que la emplearon para el mismo fin.
La portada es muy severa, con arco de medio punto y labores de yeso. El interior está cubierto con una cúpula sobre pechinas con linterna, decorada con pinturas de Juan Galván. Este pintor también es autor de los grandes lienzos que cubren las paredes, la Epifanía y la Huida a Egipto y se le atribuye el lienzo central del retablo sobre las titulares de la capilla. El retablo en sí es de poco interés.

#### Capilla de San Vicente
La capilla de San Vicente fue fundada en 1719 por las cofradías del Corpus Christi y de San Vicente.
El portal barroco, suntuosamente decorado con motivos florales, grutescos, ángeles y diversas alegorías, todo en estuco sin pintar, muestra delante de las pilastras dos grandes esculturas de San Jorge y San Mauricio. Además se pueden apreciar las imágenes de San Vicente, San Lorenzo y San Esteban. En el centro, sobre la clave, un gran relieve con ángeles portando la Eucaristía en una gran custodia.
El interior está cubierto con una cúpula sobre pechinas con linterna muy decorada al estilo barroco. El retablo es barroco, dorado, muy sobrio, presidido por una escultura de San Vicente Mártir. La escultura es de hacia 1760, realizada por Carlos Salas, un escultor catalán asentado en Zaragoza. Encima, otra imagen de una custodia adorada por ángeles realizada en honor al Corpus Christi, la segunda advocación de la capilla.

#### Capilla de Santiago el Mayor

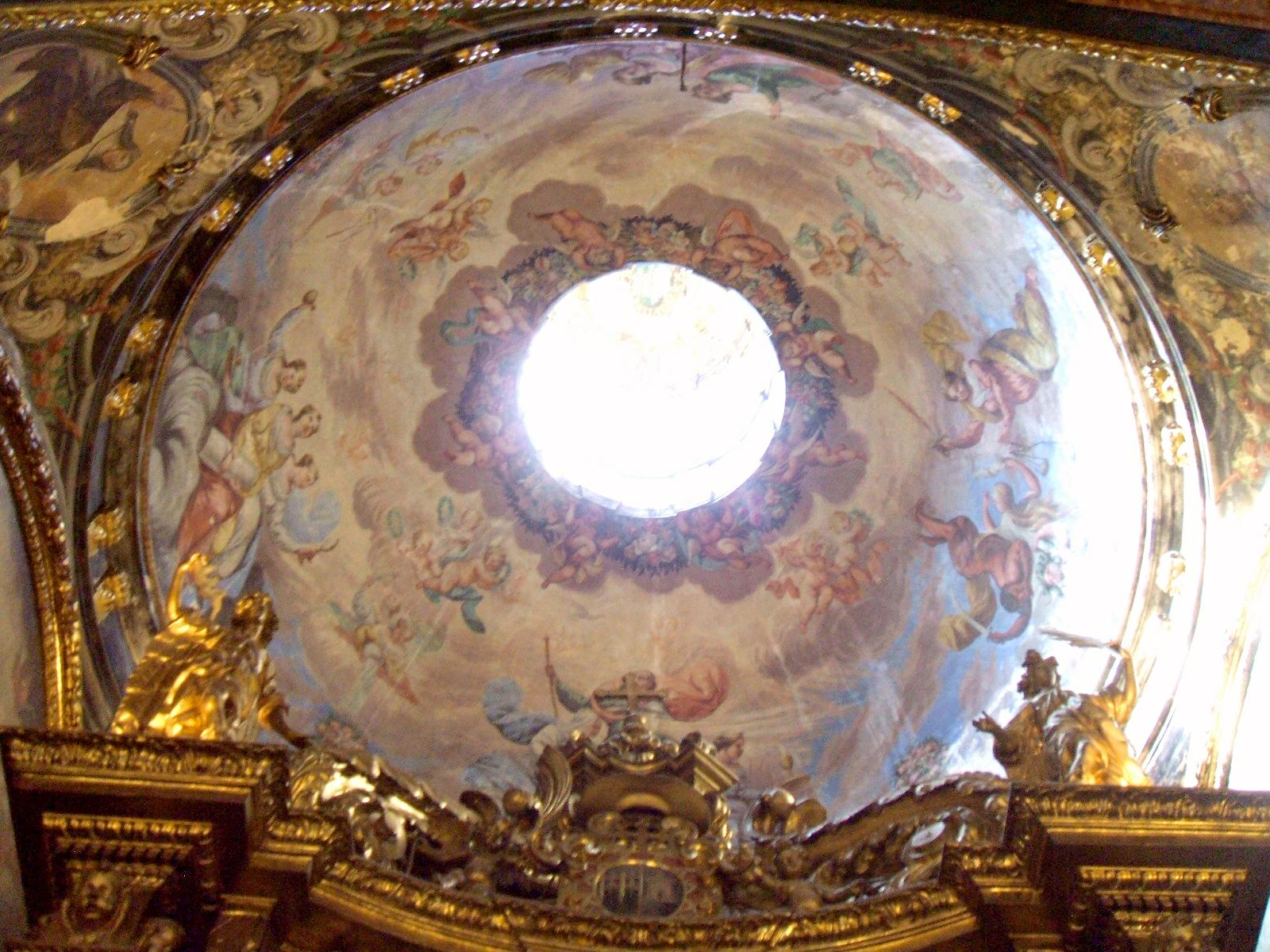
Cúpula de la capilla de Santiago el Mayor

La capilla de Santiago fue reformada por el arzobispo Antonio Ibáñez de la Riva Herrera para convertirla en su capilla funeraria. La reforma eliminó cualquier vestigio de la antigua capilla renacentista, modernizándola en estilo barroco.
La portada barroca, realizada antes de 1700, es la más espectacular de la catedral. Realizada en yeso, con basamento de mármol, muestra grandes figuras rodeadas de espeso follaje, triunfos y ángeles. Dos grandes grupos de esculturas con dos prisioneros atados a palmeras, un grupo a cada lado, decoran la parte inferior. La piedra clave del arco de entrada está cubierta por el escudo dorado del arzobispo fundador. Encima, en hornacinas, figuras de Santiago y los santos Roque, Sebastián y Domingo de la Calzada.
La capilla está cubierta por una cúpula con linterna sobre pechinas, pintada con pinturas de la época. Debajo, un baldaquino barroco soportado por cuatro columnas salomónicas, probablemente inspirado en el Baldaquino de San Pedro en Roma realizado por Bernini. Protegida por el baldaquino, en el centro, una estatua renacentista de Santiago Apóstol, atribuida a Gil Morlanes el Joven. La estatua se cree que fue realizada entre 1520 y 1521, a la vez que el antiguo retablo de la capilla, que actualmente se encuentra en la capilla de San Agustín.
Las paredes están decoradas por tres grandes pinturas de Pablo Rabiella y Díez de Aux realizadas hacia 1696: La Batalla de Clavijo, La aparición de la Virgen del Pilar en Zaragoza y El Martirio de Santiago. En una de las paredes, un arcosolio con una escultura de alabastro del arzobispo orando, acoge el enterramiento de Ibáñez de la Riva, que fue trasladado a la capilla en mayo de 1780, setenta años después de su muerte en Madrid, el 3 de septiembre de 1710.

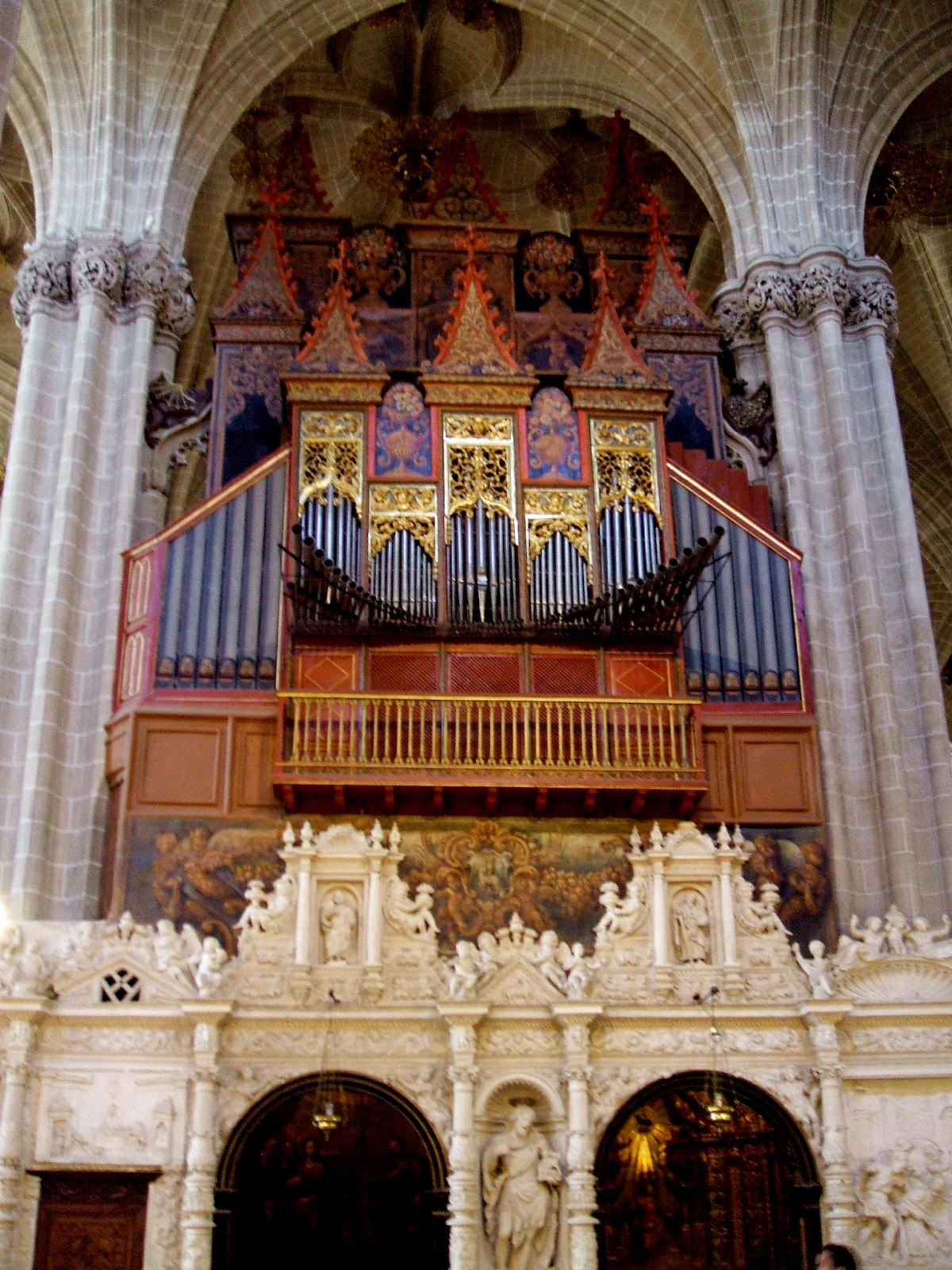
El órgano conserva elementos del

### Coro
El coro se sitúa en el centro de la Catedral, siguiendo la tradición española. Mandado construir entre 1445 y 1447 por el arzobispo Dalmau de Mur, que tiene aquí su sepulcro, está formado por 117 sillas góticas realizadas en roble de Navarra por los mazoneros catalanes Francisco y Antonio Gomar, el fustero Juan Navarro y el pintor Jaime Romeu. Las sillas son muy sobrias, decoradas con elementos arquitectónicos y algunos elementos vegetales, a excepción de las tres sillas de la presidencia que están algo más trabajadas. Tras los graves daños que en 1498 sufrió la zona el cimborrio (se vino abajo uno de los pilares del crucero), se dañó una parte del coro, que fue restaurado por Bernardo Giner y Mateo de Cambiay entre 1532 y 1534. Cierra el conjunto una reja de bronce dorado rematada con esculturas de madera dorada de El Salvador, San Pedro y San Pablo realizada por Juan Ramírez entre 1721 y 1722.
El órgano conserva restos del órgano gótico de 1469 y tubos de los siglos XV al XVIII. El órgano actual es el resultado de la integración de la compleja historia del instrumento realizada entre 1857 y 1859 por Pedro Roqués.

### Trascoro

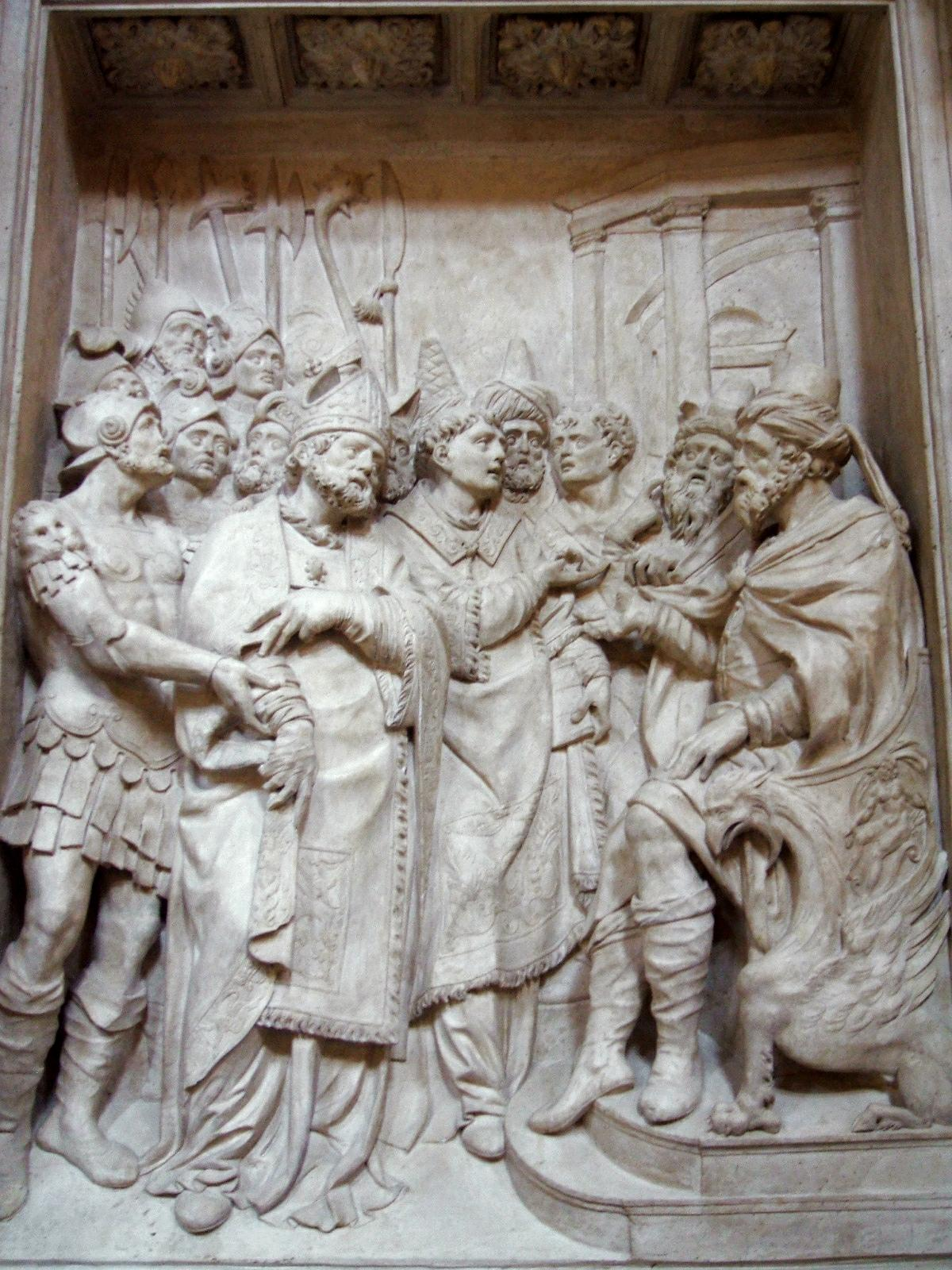
Relieve del trascoro

La decoración del trascoro se comenzó con Hernando de Aragón y se continuaría hasta los arzobispos Andrés Santos (1579-1585), Andrés de Cabrera y Bobadilla (1587-1592) y Alonso de Gregorio (1593-1602).
Tras las reformas de Hernando de Aragón que añadieron dos tramos a los pies de la catedral, la parte posterior del coro quedaba a la vista y se juzgó conveniente embellecerla con relieves escultóricos. Para ello se dispuso un zócalo adintelado de paneles ornamentados de bajorrelieves alternando con hornacinas aveneradas que albergaban estatuas de bulto redondo. Entre estos elementos se dispusieron columnas abalaustradas y todo el conjunto se decoró profusamente con motivos de grutescos en los entablamentos y angelotes en los remates de los tímpanos (triangulares en las hornacinas y curvos en los paneles de escenas religiosas).
La imaginería se contrató en 1557 a Arnao de Bruselas y la ornamentación y la arquitectura a Juan Sanz de Tudelilla, todo según los planes del pintor Jerónimo Cósida. En 1579 se habría concluido el tramo meridional, aunque entre 1720 y 1731 se incorporó en el centro un baldaquino para alojar el altar del trascoro y la imagen del Santo Cristo. En 1587 se contrató al escultor Juan Rigalte para que terminase la obra en el tramo del lado de la epístola, ayudado por Pedro de Aramendía. El tramo opuesto, el oriental, fue realizado ya a finales del siglo XVI.
Siguiendo la pared del trascoro a la izquierda de la reja, se pueden apreciar los siguientes elementos:
- Relieve de San Pedro Arbués, situado a la izquierda de la reja de entrada, es un relieve en que se muestra el asesinato de Pedro Arbués en la misma Catedral. La escultura permite ver una pequeña representación del retablo mayor de la catedral y otros detalles arquitectónicos.
- Capilla de Santa Marta, en cuyo retablo de entre 1701 y 1702, atribuido a Gregorio de Mesa, destaca la talla de Santa Marta en madera dorada y policromada y las figuras sedentes de San Juan Bautista y del profeta Daniel.
- Imagen de San Juan Bautista.
- Capilla de las Reliquias, cuyo frente está ocupado por un armario, de puertas pintadas al óleo en el Barroco.
- Puerta de acceso al coro, de lacería mudéjar, presenta en su parte superior un relieve con el tribunal de la Inquisición presidido por Pedro Arbués.

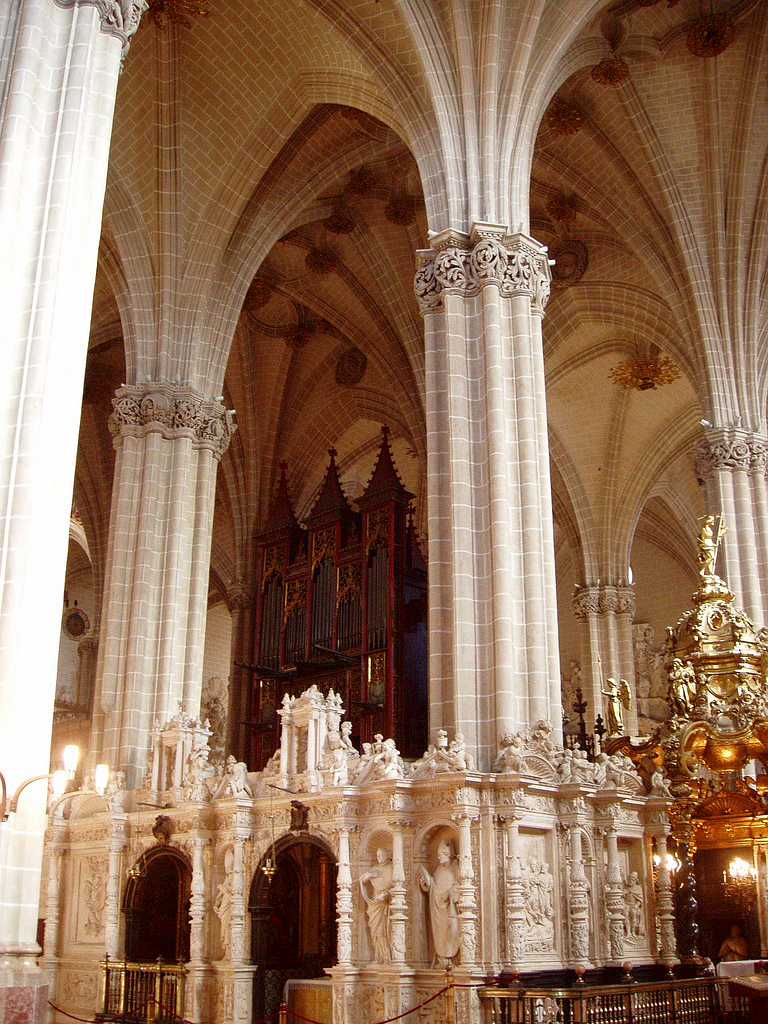
Trascoro y bóvedas

- Relieve del martirio de San Esteban.
- Capilla de San Juan Bautista, pequeña capilla que contiene un retablo barroco con una imagen de San Juan Bautista, de principios del siglo XVIII, además de dos cuadros de San Ignacio de Loyola y San Francisco Javier.
- Imagen de San Esteban.
- Capilla de Santo Tomás de Villanueva, decorada bajo la iniciativa del arzobispo Manuel Pérez de Araciel y Rada, alberga una imagen del santo titular realizada por Juan Ramírez en 1727.
- Esculturas de San Valero y de un santo obispo.

La pared del evangelio tiene las siguientes imágenes y capillas:
- Esculturas de San Timoteo y San Pedro Arbués.
- Capilla de las Vírgenes, dedicada a Santa Orosia, Santa Bárbara y Santa Catalina. Las tres vírgenes mártires aparecen en una pintura de finales del siglo XVI o principios del siglo XVII.
- Imagen de San Raimundo.
- Capilla de San Felipe Neri, de la primera miad del siglo XVII, alberga un retablo de mármol en el que lo más interesante es la figura del titular arrodillado. Además en la capilla se encuentran dos pinturas, una de San Felipe Neri y otra de San Juan Crisóstomo.
- Relieve del martirio de Santo Dominguito de Val.
- Puerta de acceso al coro similar a la del otro muro. El relieve muestra la decapitación de Santo Dominguito de Val.
- Capilla de San Leonardo. Pequeño retablo churrigueresco con pinturas de finales del siglo XVII completado con dos lienzos del titular en las paredes.
- Figura de San Clemente.
- Capilla de San Pedro Nolasco. Posee un interesante retablo barroco de finales del siglo XVII. Los lienzos del cuerpo son de San José con el Niño, San Pedro Nolasco ante la aparición de la Virgen y San Pedro Nolasco. El retablo lo remata una Santa Ana con la Virgen y el Niño.
- Relieve con el traslado del cuerpo de Santo Dominguito de Val.

En el muro de los pies del trascoro se encuentra la capilla del Santo Cristo (vide infra). El muro está completado por dos relieves y dos estatuas. El lado de la derecha está dedicado a San Valero, el primer relieve de la derecha muestra su martirio, seguido de una figura del santo a su izquierda y finalmente un relieve de San Valero presidiendo un concilio. En el lado de la izquierda un relieve de San Valero y San Lorenzo, una estatua de San Lorenzo y finalmente el martirio de San Lorenzo.

#### Capilla del Santo Cristo

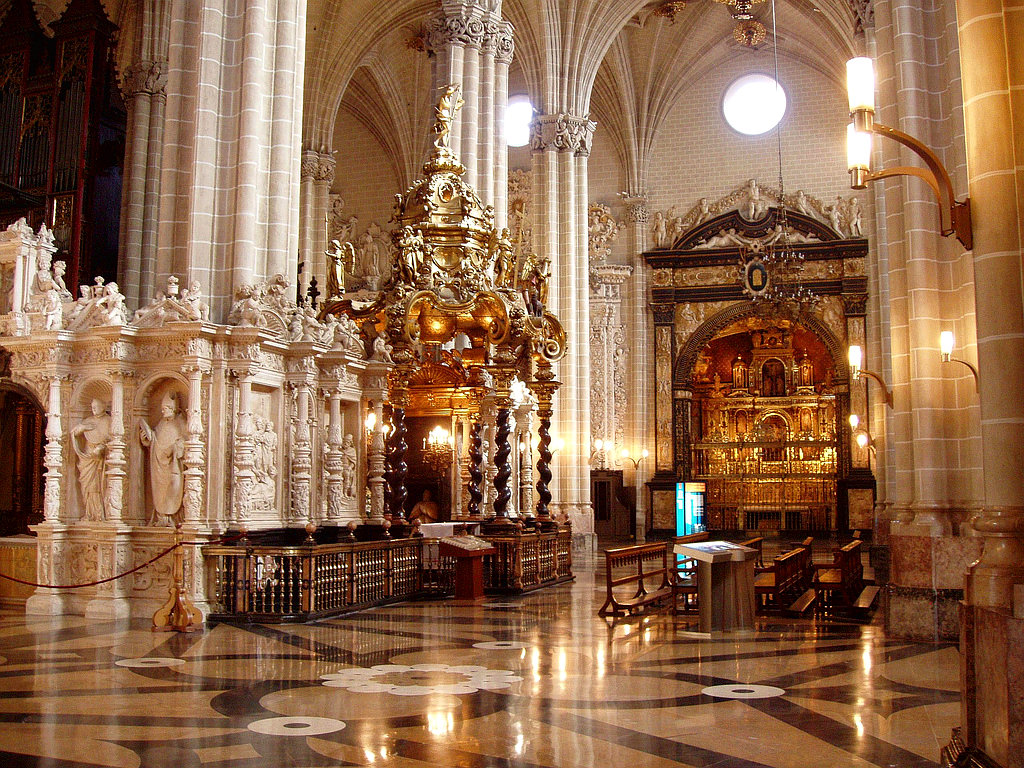
Interior. A la derecha, en madera oscura y alabastro, la Capilla de los arcángeles Miguel, Gabriel y Rafael o Capilla de Zaporta. A la izquierda, trascoro y capilla y templete barroco del Santo Cristo

En el centro del muro de los pies del trascoro se encuentra la capilla del Santo Cristo, una de las mejores de la Catedral. Fue construida a la vez que las demás capillas del trascoro, pero ya entre 1634 y 1639 fue modificada para ser capilla funeraria por don Martín de Funes, canónigo penitenciario y más tarde obispo de Albarracín. El sepulcro muestra una figura del obispo rezando.
Alberga el «Santo Cristo de la Seo», que tiene una especial devoción en la ciudad, como da muestra la zarzuela Gigantes y cabezudos:

Cristo de la Seo,

Virgen del Pilar,

haz que se sosieguen

y no griten más.

Si en aumento sigue

esta rebelión,

de una gran paliza

no me libro yo.

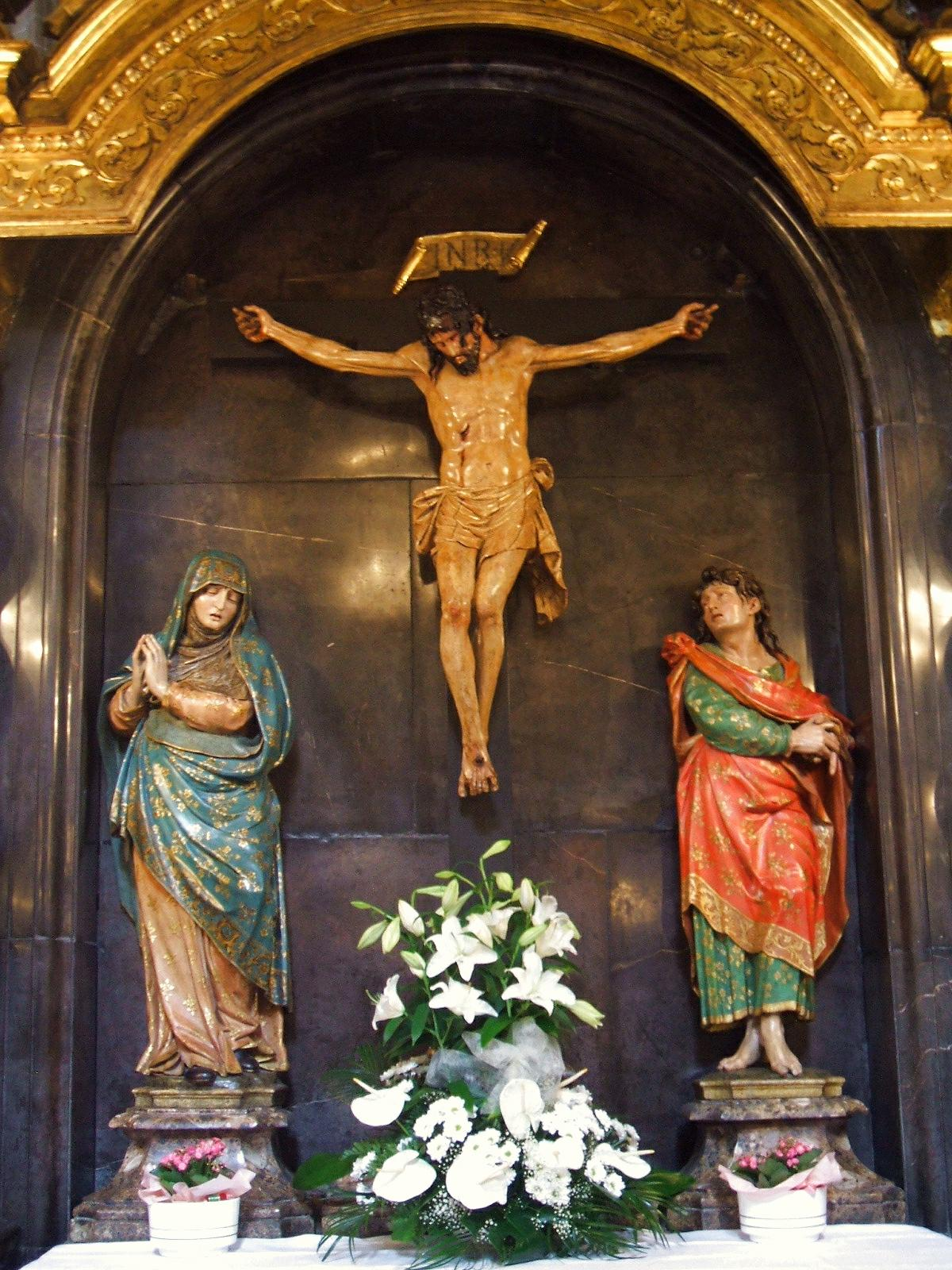
El Santo Cristo

El Cristo es una talla renacentista de tres clavos y muerto, probablemente de la época de don Hernando de Aragón. Lo acompañan dos imágenes de la Mater Dolorosa y San Juan Evangelista, figuras policromadas del siglo XVI. El conjunto se encuentra debajo de un baldaquino soportado por seis columnas salomónicas de mármol negro de Calatorao, obra de Juan Ramírez según proyecto de Juan Zabalo y terminado en 1739. La cúpula del baldaquino está ricamente decorada rematada con una imagen de Cristo resucitado y seis ángeles con los instrumentos de la Pasión.

### Sacristía mayor

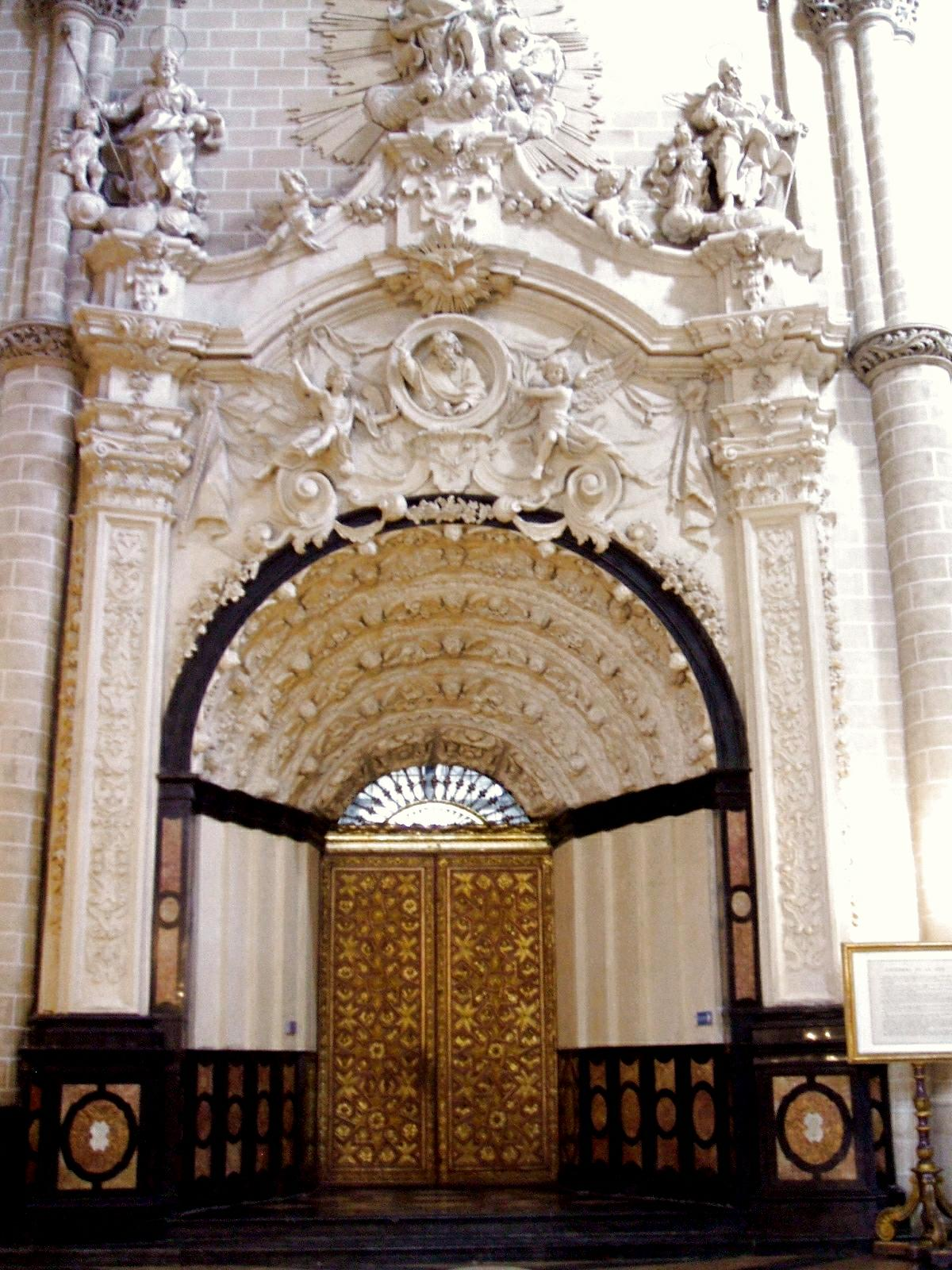
Sacristía mayor

A la sacristía se accede a través de una puerta mudéjar con elementos renacentistas y góticos de madera dorada que se enmarca en una portada barroca de yeso que muestra las figuras del Salvador, San Joaquín, la Virgen y San José, con el Niño, el Padre Eterno y el Espíritu Santo.
En el interior se conservan numerosas pinturas del siglo XVII y XVIII de las escuelas valenciana y aragonesa, entre las que cabe destacar una Inmaculada, el Juicio de Salomón, la Huida a Egipto (de la escuela flamenca) y un Martirio de San Pedro. También hay que mencionar el tríptico de esmaltes de principios del siglo XVI, obra de Nardon Penicaud, que muestra escenas del Nacimiento, la Epifanía y la Circuncisión.
Hay que destacar, además, el gran armario, en cuyo interior se conservan los relicarios y cuyas puertas fueron pintadas por José Luzán, maestro de Goya. En su interior se conservan, entre otros, los busto-relicarios de San Valero, San Vicente y San Lorenzo, todos de la escuela de Aviñón; el primero donado en 1397 y los segundos en 1440 por el papa Benedicto XIII. El busto de San Hermenegildo de 1552 es renacentista y obra de Juan de Orona; donación de Hernando de Aragón. El de San Pedro Arbués es una obra barroca de 1664. Además, dentro del armario también está el gran ostensorio de plata (del siglo XVIII), la arqueta del Monumento del Jueves Santo (del siglo XVI), las ánforas para consagrar los Santos Óleos (de Pascual de Agüero y su hijo Fernando de entre 1442 y 1443), candelabros, báculos, cetros, bandejas, etc.
En la sacristía también se encuentra la custodia procesional, que realizó el orfebre Pedro Lamaison (con base en un dibujo de Damián Forment) entre 1537 y 1541 con 218 kilos de plata. El gasto fue pagado por don Hernando de Aragón. En 1623 se añadió un último cuerpo, obra realizada por Claudio Yenequi en 1623, y el basamento y una imagen de Santo Tomás, realizada por Juan Dargallo en 1735, sufragado por el arzobispo Tomás Crespo Agüero. El conjunto se enmarca dentro del estilo plateresco.
La naveta en forma de carabela es una obra de orfebrería española del siglo XV. Se ha aprovechado una caracola colocándole mástil, proa y popa para simular una carabela que se ha colocado sobre un dragón de plata.
Diversos objetos, pinturas, esculturas y vestiduras (casullas, etc.) de los siglos XVI al XVIII completan la colección de la catedral.

### Los cartularios
Se han conservado dos cartularios, los llamados «grande» y «pequeño» que contienen los documentos medievales más importantes de la catedral. El pequeño fue recopilado a finales del siglo XIII y contiene los documentos de los siglos XII y XIII principalmente. El grande fue recopilado en el siglo XIV y contiene documentos pontificios, reales, ventas, permutas etc. Hubo un intento moderno de publicación, pero todavía no se ha llevado a cabo.

### El museo de tapices
El museo de tapices de La Seo, ubicado en dependencias anexas, sobre el archivo y biblioteca capitulares, posee una importante colección, compuesta por unos 60 paños de los siglos XV al XVIII, que permite contemplar diversas épocas de evolución del arte del tapiz, por lo que se puede considerar una de las más releventes y completas colecciones en el ámbito internacional.
Los más antiguos corresponden a la serie de La Pasión, con dos tapices datados en el primer tercio del siglo XV: Misterios de la Pasión hasta la preparación en la Cruz también conocido como Historia de la Pasión, y La Crucifixión y la Resurrección. Estos paños siguen con fidelidad el llamado «estilo de Arrás», creado por el conocido centro licero de esta localidad francesa de la región de Flandes, que produjo sus colgaduras en la primera mitad del siglo XV.
De la segunda mitad del siglo XV datan otras tres series caracterizadas por su adscripción al «estilo de Tournai», por situarse en esta ciudad un importante taller flamenco al que se atribuye un ejemplar en La Seo: el tapiz de la Expedición de Bruto a Aquitania, conocido como el tapiz de Las Naves.
Las series más destacadas de la colección catedralicia de tapices, ordenadas cronológicamente, son:
- Serie «La Pasión» (paños franceses, estilo de Arrás, primer tercio del siglo XV): Misterios de la Pasión hasta la preparación en la Cruz, La Crucifixión y la Resurrección.
- Serie «Las Naves» (taller de Tournai, segunda mitad del siglo XV): Expedición de Bruto a Aquitania o Las Naves.
- Serie «Asuero y Ester» (estilo de Tournai, segunda mitad del siglo XV): Banquete de Asuero, Exaltación de Ester al trono de Persia, Intriga de Aman.
- Serie «La Exaltación de la Santa Cruz» (estilo de Tournai, segunda mitad del siglo XV): Cautividad de la Santa Cruz, Exaltación de la Santa Cruz.
- Serie «Historia de Jefté» (estilo de Tournai, segunda mitad del siglo XV): Voto de Jefté.
- Serie «Historia de San Juan Bautista» (paños flamencos, taller de Bruselas, primera década del siglo XVI) El Bautista en el Jordán, Bautismo de Jesucristo, San Juan Bautista ante Herodes. Su prisión.
- Serie «Historia de la Virgen» (paños flamencos, primera mitad del siglo XVI): Exaltación de María Madre de Dios.
- Serie «Jesucristo. Simbolismo bíblico y misterios de Mana» (paños flamencos, primera mitad del siglo XVI): Glorificación de Jesucristo, Resurrección de Lázaro.
- Serie «Simbolismo bíblico» (paños flamencos, primera mitad del siglo XVI): Presentación de Ester ante Asuero, Desposorios de San Joaquín y Santa Ana.
- Serie «Historia de José» (paños flamencos, primera mitad del siglo XVI): José vendido por sus hermanos en figura de Jesucristo vendido por Judas.
- Serie «Guerra de Troya» (paños flamencos, talleres de Bruselas, primera mitad del siglo XVI): Duelo de Paris y Menelao, Juicio de Paris.
- Serie «Historia de Troya» (paños flamencos, escuela de Van Roome, primera mitad del siglo XVI): Matrimonio de Helena con Paris, Sacrificio de Agamenón, Discordias y celos.
- Serie «Historia de David y Betsabé» (paños flamencos, escuela de Van Roome, primera mitad del siglo XVI): David recibe a Betsabé, Coronación de Betsabé por Salomón.
- Serie «Vicios y Virtudes» (paños flamencos, escuela de Van Roome, primera mitad del siglo XVI): El pecado original y sus consecuencias en la vida del hombre, Los pecados capitales, Juicio Final.[12]
- Serie «Historia de Moisés» (paños flamencos, segunda mitad del siglo XVI): Moisés sacado del Nilo, Moisés entregado a su propia madre, Moisés devuelto a la princesa, Moisés niño quita la corona al Faraón, Moisés niño pisa la corona, Moisés defiende a las hijas de Jethro, Moisés presentado a Jethro por una de sus hijas. Matrimonio de Moisés con Sófora, Moisés en el Horeb.
- Serie «Zodíaco» (paños flamencos, segunda mitad del siglo XVI): Moisés pisa la corona. Signo Acuario, Pretexto. Signo Piscís, Alejandro y los persas. Signo Aries, El sueño de Alcides. Signo Tauro, Venus y Adonis. Signo Géminis, Curio Dentato. Signo Cáncer, El centauro Quirón. Signo Leo, Gobierno de José en Egipto. Signo Virgo, Hércules da muerte al dragón. Signo Libra, Él tesoro de César. Signo Escorpión, Tobías, ciego da consejos a su hijo. Signo Sagitario, Jacob, moribundo, bendice a los hijos de José: Efraín y Manases. Signo Capricornio.
- Serie «Historia de Débora» (paños flamencos, segunda mitad del siglo XVI): Débora recibe a Barac, Débora armada para el combate.
- Serie «Historia de Constantino» (siglo XVII): Pretoriano Romano, Nerón y Popea, Constantino ante Galerio, Batalla del Puente Milvio, Coronación de la esposa de Constantino.
- Serie «Apoteosis de Baco» (siglo XVII): Apoteosis de Baco.
- Tapices heráldicos con el escudo del arzobispo don Hernando de Aragón y el de la rama Fernández de Heredia, Señores de Fuentes.

También se pueden contemplar en este museo objetos y mobiliario artístico —como la arqueta gótica que conserva los restos de la infanta María de Aragón, hija del rey Jaime I el Conquistador—, y pinturas, como una serie de cuatro cuadros del llamado Maestro de la Seo o una Visitación atribuida a Jerónimo Cósida.

## La música
Al igual que otras grandes catedrales españolas, la música siempre tuvo un lugar principal en La Seo. Ya desde el siglo VII se tiene conocimiento de la creación de textos poéticos y melodías para la misa de la catedral. Incluso en el ábside románico se ve a un grupo de músicos tocar el arpa, el salterio, el tintinábulo y las sonajas.
A partir del siglo XIII existe la figura del magíster cantus que se dedicaba a la monodia del oficio coral, la polifonía de la capilla de música y a la enseñanza de los «niños de coro». La tradición de la enseñanza pública y gratuita se mantendría en La Seo durante varios siglos, siendo origen de muchos de los maestros de La Seo y de otras catedrales y capillas, incluyendo la real. También en el retablo de Hans de Suabia aparecen ángeles músicos tocando la mandara, el salterio, el órgano manual y la vihuela.
Del siglo XV se conserva un rico facistol gótico-mudéjar para soportar los enormes libros con la música polifónica. Los primeros magister cantus (maestros de canto) conocidos son García Baylo y el Maese Piphan. El Maese Piphan compuso para los festejos de Navidad de 1487 «que fizo notados para cantar á los profetas, a la María y Jesús», para ser tocados ante los Reyes Católicos. El coro de La Seo también era contratado para las fiestas importantes de la ciudad.
Hernando de Aragón, arzobispo de Zaragoza y virrey de Aragón, dio un impulso especial a la capilla de música. La música no sólo brillará en La Seo. El Pilar y otras iglesias y conventos de Zaragoza también participarán de esta abundancia. Existe una multitud de códices polifónicos creados a partir de esa época por los maestros que pasaron por la catedral: Pedro de Apiés, Jaime Talamantes, Melchor Robledo, Jusepe Gay, Cristóbal Téllez, Francisco de Silos, Francisco Berge, Gaspar Cueto, Diego Pontac, Fray Manuel Correa, Bernardo del Río, Sebastián Alfonso, Andrés de Sola, Miguel de Hegües y José de Cáseda. También hay que mencionar a los organistas Sebastián Aguilera de Heredia y Jusepe Ximénez.
Durante el siglo XVII tocaron en La Seo algunos de los mejores intérpretes de la época: Juan Sebastián, Jerónimo Zamorano, Melchor Castillo y «los Clamudís» Juan, Pedro y Jerónimo. La lenta ampliación del número de instrumentos e intérpretes embocó en la gran orquesta del sinfonismo religioso del siglo XIX y comienzos del siglo XX.
Los siglos XVIII y XIX no son tan conocidos, pero estudios recientes han sacado de la oscuridad a autores de la talla de Francisco Portería, José Lanuza, Francisco Javier García Fajer «lo spagnoletto», Ramón Cuéllar, Domingo Olleta, Miguel Arnaudas y Salvador Azara.